# ウルトラマンティガの登場怪獣
- ウルトラマンティガ > ウルトラマンティガの登場怪獣
- ウルトラ怪獣一覧 > ウルトラマンティガの登場怪獣

ウルトラマンティガの登場怪獣（ウルトラマンティガのとうじょうかいじゅう）は、特撮テレビドラマ『ウルトラマンティガ』に登場する架空の怪獣、宇宙人、異次元人、ロボット、その他の生物の一覧である。
劇場版『ウルトラマンティガ THE FINAL ODYSSEY』とビデオ版『ウルトラマンティガ外伝 古代に蘇る巨人』、プラネタリウム公開版『ウルトラマンティガ〜光の子供たちへ〜』の登場怪獣についてはそれぞれの項目を参照。

## 超古代怪獣 ゴルザ
第1話「光を継ぐもの」に登場。
太古の昔から地中で生きてきた怪獣。ユザレは「大地を揺るがす怪獣」と呼ぶ。怪力を誇り、地中を掘り進んで移動する。モンゴル平原の地中から突如その姿を現し、パトロール中だったGUTS隊員を驚かせる。その時は信号弾に驚いて地中へ戻るが、その後は秋田県北部に出現してティガの地のピラミッドにてメルバと合流し、額から出す超音波光線によってピラミッドを消し去る。さらにピラミッド内にあった3体の巨人の石像のうち2体を破壊してゆくが、石像の1体（ティガ）はGUTS隊員のダイゴと融合して復活する。メルバと協力してティガと戦うが、ティガ・パワータイプのウルトラバックブリーカーとウルトラリフターの連続攻撃の力に圧倒され、地中を掘って逃走する。
- スーツアクター：三宅敏夫[出典 2]
- デザインは丸山浩[9][12]。初稿の評判がいまひとつであったため、2稿以降はガラッと変えて決定稿までその方向性になったという[13]。開閉式の頭部は、地中の潜航時に閉じるという設定だったが、映像ではあまり活かされなかった[14][13]。キャラクターのイメージはゴメス、メルバの方はリトラだったとのこと[15]。目つきや口元などの顔の造型は、ジェロニモンをイメージしている[12]。超古代怪獣の共通項とされる岩石状のディテールは当初メルバにはなく、大きくしたその覗き穴を隠すためにゴルザの頭部と同じデザインが取り入れられ、ガルラ以降の共通ディテールとして用いられた[12]。
- 準備稿やプロットの段階では「オルゴ」という名称が振られていた[16]。
- 第1話の脚本を担当した右田昌万は、かつて手掛けた『電光超人グリッドマン』や『平成ウルトラセブン』では低予算から怪獣が都市に出現するようなシーンは描写しておらず、本作品でも当初は描いていなかったが、会議で助監督に「怪獣ものなのになぜ群衆シーンがないのか」と指摘され、ゴルザが市街に出現するシーンが加えられた[17][18]。なお、右田はその指摘を受けた際、「本当にそういったシーンを入れても良いのか」と驚きを隠せなかったことを明かしている[17][18]。
- 決定稿の初稿では「ゴルザを恐竜と認識したダイゴとレナが、名前を『レナザウルス』にするか『ダイゴザウルス』にするかで言い争う」展開が描かれていた[17][18]。
- 準備稿の段階での別名は「地鳴剛獣」であった[17][18]。
- 第2話の脚本（決定稿）のラストは第1話と直結しており、ムナカタが「ゴルザ以外に怪獣が出てくるとは予想もしていなかった」と語る展開が存在していた[17][18]。
- 第51話の脚本では、第1話においてゴルザを初めて目撃した当時の思い出をダイゴとレナが語り合う場面が存在していた[10][11]。

### 超古代怪獣 ゴルザ（強化）
第18話「ゴルザの逆襲」に登場。資料によっては、ゴルザIIと表記される。
第1話でティガから逃げて地底に逃れたゴルザが霧門岳の地底でマグマエネルギーを吸収し、自らを強化した姿。胸部と背中と両足に赤色の筋が浮き出るなど、容姿に変化が見られる。
霧門岳の地底で反撃の機会を待ちつつ眠っていたところ、GUTSの新兵器モンスターキャッチャーを撃ち込まれて目を覚まし、活動を再開したうえにピーパーの追従式ドリルビームを受けて地表に現れる。強化した身体はGUTSの兵器でも歯が立たない強固さを誇り、額からの超音波光線も超高熱熱線に強化されている。さらに新たな能力として、胸で敵の光線を吸収してエネルギーにする能力を身に付けている。ティガ・マルチタイプの攻撃を受け付けず、ハンドスラッシュも吸収して苦戦させ、パワータイプに移行されると劣勢に転じるが、それでも戦闘を続行できるスタミナの高さを発揮し、デラシウム光流をも吸収する。しかし、ティガ電撃パンチによる連続攻撃で致命傷を負い、最後はゼペリオン光線を傷口に受けて絶命する。亡骸はティガにより、噴火する霧門岳の火口へ投棄される。
- スーツアクター：三宅敏夫[10][11]
- 着ぐるみはゴルザの改造[21]。元のゴルザのデザイン画を塗り替え、造形でマグマの広がりのようなテクスチャーを入れている[14][22]。
- 当初の脚本「深い記憶からの目覚め」では、古代怪獣は人類によって造られた存在であることが明かされるという展開だった[注釈 2]が、設定上分かりづらい部分があったため、見送られた[出典 6]。その前身となった脚本「深い記憶」に登場する超古代の科学者[注釈 3]は、第45話に登場する超古代人ヌークの原型となった[17][18]。
- 特技監督の神澤信一は、第1話から離れた話数となったことからその続きの話とすることに関して「前の話を見ていないと分からない話はやりたくない」という理由から反対していたといい、完成作品でも名前の言及があるだけで第1話での動向については特に触れられていない[17][18]。
- 最初期に書かれた脚本では「モンスターキャッチャーを撃ち込まれたゴルザの尾がちぎれてGUTSがそちらを追跡している間に、ゴルザ本体がダイブハンガーを襲う」という展開も存在した[17][18]。
- 後にこの形態のゴルザは、『大怪獣バトル ULTRA MONSTERS』および『ウルトラギャラクシー大怪獣バトル』で名称や設定が若干変更された形で再登場する（ファイヤーゴルザを参照）。

## 超古代竜 メルバ
第1話「光を継ぐもの」に登場。
モンゴル平原に現れたゴルザに続き、イースター島の地底から出現した怪獣。ユザレは「空を切り裂く怪獣」と呼ぶ。東北地方にあると言われるティガの地のピラミッド内にある3体の巨人の石像を破壊するために日本を目指す。目から出すオレンジ色の怪光線と両腕の鋏カッターハンド、鋭い嘴が武器で、マッハ6で飛行する。その際、強烈な衝撃波を海上に発生させる。ティガのピラミッドでゴルザと合流して2体の巨人の石像を粉々にするが、残った巨人の石像がティガとして突如復活したことからゴルザと共闘して戦う。高速で飛び回ってティガを翻弄しゴルザを地中へ逃がすが、スカイタイプのティガ・スカイキックで蹴り落とされ、ランバルト光弾を喰らい爆発四散する。
第2話ではヤズミの映像に、第44話ではマサキのホログラフに登場している。
- スーツアクター：岡野弘之[出典 8]
- 超古代怪獣の共通項とされる岩石状のディテールはデザイン段階ではメルバにはなく、大きくしたメルバの覗き穴を隠すためにゴルザの頭部と同じデザインが取り入れられ、ガルラ以降共通ディテールとして用いられた[12]。初稿では首が長かったが、操演の都合から短くなっている[14][32]。また、造形の際に演者の覗きが改善が必要となり、ゴルザの仲間という設定のため、黒い斑点模様が加筆され、最終決定稿となった[14][32]。
- 『大怪獣バトル ULTRA MONSTERS EX』では、目からの怪光線は「メルバニックレイ」、両腕の鋏は「スラッシュクロー」と表記されている。

### その他の作品に登場するメルバ
- 玩具展開『ウルトラマン超闘士鎧伝』ではダークベンゼン率いる怪獣軍団の1体として登場。遺跡を訪れたウルトラマンゼアスをゴルザと共に襲う。
- 『ウルトラマンギンガS』では前半最後の怪獣である超合体怪獣ファイブキング（SDU）の翼と額（顔本体はファイヤーゴルザ）を形成する。
- 『ウルトラマントリガー NEW GENERATION TIGA』に登場する壁画にはメルバをイメージしたものが描かれている[33]。
- クトゥルー展では、「クトゥルーメルバ」という形態が展示された[34]。

### 『大怪獣バトル ULTRA MONSTERS EX』に登場するメルバ
『大怪獣バトル ULTRA MONSTERS EX』第11話「脱出へのカウントダウン」に登場。
EXタイラント（デスボーン）を倒し、惑星から脱出するためにペダン星人の円盤を探そうとする主人公とピグモンの前に飛来し、彼らの脱出を邪魔するかの如く円盤を破壊し始める。最後はバトルナイザーの怪獣に撃退される。
ステータスはディフェンスが低く、スピードとアタックが高い相手に弱いものの、それ以外のステータスが高い。必殺技は劇中で使用する目からの光線メルバニックレイの他、空中から体当たりを仕掛ける「急降下体当たり」、両腕の鋏を使った切り裂き攻撃スラッシュクローがある。NEO第1弾からはゴルザとのタッグ必殺技ソニックメルバニックレイが、NEO第6弾からはきりもみ回転しながら敵に体当たりする新必殺技スクリューダイブが追加された。

## 岩石怪獣 ガクマ（α）・（β）
第2話「石の神話」に登場。
西南諸島にある久良々島に棲む怪獣。2体登場し、眼上に1本の角を持つ個体をガクマ（α）、αよりも一回り大きく2本の角を持つ個体をガクマ（β）と呼び区別する。採石労働者たちの間では角を1本や2本と口々に言って証言が食い違っているが、これは各々の労働者が（α）・（β）のどちらか1体を見かけ、それらが同じ1体の怪獣と誤認していたためである。口から石化光線を吐き、人間を石にして捕食する。（β）は（α）に比べて戦闘能力が高く、石化光線の他に背びれからの赤紫色の熱線、鋭い2本角からの放電、前足についた伸縮自在の鋭い爪ダイヤモンドクローを武器とする。島の開発に伴い、食料である石が失われ地上に姿を現す。先に地上に姿を現した（α）はガッツウイング2号のデキサスビームによって倒される。その直後現れた（β）は、ティガと戦い、ティガの下半身を石化させ苦しめるが、ティガがパワータイプにチェンジする際の勢いで振り払われ、熱線を放つも弾かれチョップで角を折られる。最後はウルトラリフターで投げ飛ばされ、パワータイプのデラシウム光流をあびて自身が石化し、そのまま消滅する。
- スーツアクター：岡野弘之（α）、三宅敏夫（β）[10][11]
- 1体を兼用して色替えと角のデザインで2体に見せるようにデザインされた[14][32]。
- 決定稿の初稿では「ラドム」、決定稿の2稿では「ガグ」という名称であった[36]。キャラクターデザインの丸山浩や助監督の冨田卓は「ゲンマ」という名称もあったことを発言している[38]。
- 第2話の脚本を担当した右田昌万によれば、企画担当の満田かずほから「この話で、怪獣ものとしてのレールを引っ張っていくように」との意向を受け、ゴルザやメルバが登場した第1話とは違い「オーソドックスな怪獣もの」として第2話の展開を発想させた[17][18]。当初は久良々島ではなく海外が舞台となっていたが変更され、またビル街のセットを作る時間がなかったということで、久良々島の採石場を舞台とした展開となった[17][18]。
- 角が1本や2本と違う2体が登場することについて、脚本の右田昌万によれば、第2話は『オーソドックスな怪獣もの』として発想していたほかに、武装メカの強さをアピールさせる展開を作る必要があったという。右田はこれに「武装メカが怪獣を倒してしまってはウルトラマンの良さが目立たないだろう」と思い、また「だと言って『寄ってたかって怪獣を倒す』という展開も良くないだろう」と考え、結果として「頭部に1本の角を持つ個体と2本の角を持つ個体がいる」という設定を着想させた[17][18]。
- 映画『大怪獣バトル ウルトラ銀河伝説 THE MOVIE』では、百体怪獣ベリュドラの右腕を構成する怪獣の1体となっている[39]。

## 炎魔人 キリエル人
第3話「悪魔の預言」、第20話「GUTSよ宙へ・後編」、第25話「悪魔の審判」、第52話「輝けるものたちへ」に登場。「キリエルびと」と読む。
中世の時代より地球に潜入していた実体を持たない精神生命体。第3話では3年前にすでに死亡していた人間（イタハシ・ミツオ）の肉体に憑依し、「聖なる炎」という爆発事件を起こし、GUTS隊長のイルマを地球人の代表としてティガではなくキリエルを人類の守護神として崇めよと迫るが、断られたため町ごと燃やそうとする。彼女の救出に現れたティガに対抗して巨大化してキリエロイドになり戦いを挑むも、敗れる。
戦力として両手から放つ衝撃波を武器とする。また、遠隔的に人間の精神を乗っ取り、自らの意のままに操ることも可能であり、劇中ではイルマ隊長が出演していたテレビ番組の山田という女性司会者がその被害者になる。
第20話では、ゴブニュ（ギガ）に敗れて気を失ったティガ（ダイゴ）の精神世界に現れ、彼の無力さを嘲笑う言葉を残し消えるが、これはダイゴが見た幻である。
第25話では、イタハシとキリエルの巫女（オオヌマ・ケイコ）を通じて天使として人々の前に姿を現し、さらにテレビを乗っ取りティガを「悪魔」だと人々を扇動し、メトロポリス上空に「天国の門」（実は地獄の門）と呼ぶ巨大な門を時空の断層に出現させ、他のキリエル人たちを地球に侵入させようとする。ティガが現れるとキリエロイドIIに変身し、ティガと再び戦うも敗れる。
最終話で闇が迫る中地球を見捨て、闇の中でクリスタル状の入れ物に閉じ込められたダイゴに負け惜しみに近い言葉を投げかけて異次元へと去って行く。
- 当初は、第9話として放送された「怪獣を待つ少女」が第3話の予定であった。しかし監督を担当する村石宏實が、第3話は怪獣を恰好良く倒すウルトラマンの話にして視聴者を引き付けたいと主張して、執筆者の小中千昭と大揉めになり、激高した小中がヤケクソ気味に一晩で初稿を執筆した「悪魔の予言」が、第3話の脚本として採用されることになった。村石は後に「あの時揉めていなかったら、キリエル人は生まれてなかったと思います」と述懐している[44]。
- 第3話の脚本では「エーテル体の意志体」と説明していた[10][11]。
- 劇場版『ウルトラマンティガ THE FINAL ODYSSEY』の準備稿では「ウルトラマンとしての自身に迷うダイゴに『君は普通の人間として生を全うしたまえ』と忠告しに来るが、最後には3体の闇の巨人に『残存思念の分際で邪魔だ』と一掃される」という一幕が存在した[45][46]。

### 炎魔戦士 キリエロイド
第3話「悪魔の預言」に登場。
キリエルの預言者がティガに対抗するために実体化した姿。キリエルの預言者曰く「キリエル人の怒りの姿」であり、キリエル人の対ウルトラマン戦闘モードでもある。「キリ、キリ」と鳴く。その姿はどこか悪魔を連想させ、顔面は泣きの表情を浮かべているように見える。掌からは火炎放射獄炎弾を噴き出す。「聖なる炎」という爆発事件は炎が地下から上がった後で発生し、この炎はGUTSのマイクロウェーブで鎮圧される。変身前と同様、「聖なる炎」で汚れを焼き払った後の地球に自分の新世界を創ることを目的に活動する。
メトロポリスポイント33地区に出現し、ティガと激突する。頭の回転が早く、身軽で格闘にも優れておりティガを圧倒するが、スカイタイプの攻撃で不利になり、獄炎弾を放つもティガフリーザーで氷漬けにされ、マルチタイプのゼペリオン光線で倒される。
- スーツアクター：三宅敏夫[10][11]
- 声：佐藤正治
- 『ティガ』の怪獣としては最初にデザイン画が描かれた[12]。デザインイメージは悪魔[12]。またシンメトリーにしないことも意識された[12]。平成のバルタン星人を狙ったデザインのため、神秘的でかっこいい方向性でデザインされた[14][32]。ディテールや頭部の形状はバルタン星人を意識したデザインで、上から見た図はV字型になっている[14][32]。ナイトシーンが多かった初稿のため、闇夜に映えるように白を多くし、特撮監督の神澤からの要望で黒を多くしたものが決定稿となった[14][32]。また、様々な色が滲んだような模様を黒い部分に付けている[32]。
- ティガとの戦闘シーンでは格闘ゲームを意識して演出されている[47]。

### 炎魔戦士 キリエロイドII
第25話「悪魔の審判」に登場。
キリエルの預言者と巫女が合体変身した対ウルトラマン戦闘モードで、初代キリエロイドの数倍の戦闘力を持つ。初代よりパワーアップしており、姿もさらにおぞましいものとなっている。以前の個体との違いは顔面の白い部分が広く、初代とは逆に笑いを浮かべているようにも見え、額にあった発光体が真ん中に移動しており、胸部の発光体が上下別々に点滅する点など。ティガの行うタイプチェンジと同様の能力も身に付けており、基本形態は初代に類似した姿だが、パワータイプ対応では全身が硬質化し、ティガ・パワータイプの攻撃も受けつけず、両腕に鰭キリエルカッターが付く。スカイタイプ対応では背中から巨大な翼キリエルウイングが生え、飛行速度はスカイタイプをも上回る。
タイプチェンジ後は終始優勢であり、一度はティガをパワータイプ対応の攻撃で徹底的に苦しめ、さらにスカイタイプ対応で叩き落して窮地に追い込む。空に発生させた「地獄の門」の扉をこじ開けて自身の仲間を呼び、ティガ諸共世界を闇に閉ざそうとする。しかし、GUTSの光エネルギーの補給やイルマの呼びかけで我に返った人々から放たれた光によってティガが復活し、パワータイプ対応に戻ってマルチタイプに戻ったティガに再び挑むが猛反撃を受ける。最後はウルトラパワーで地獄の門に叩きつけられ、ゼペリオン光線で「地獄の門」の扉共々消滅する。ティガは撃破後、助けに来た人々に感謝の意味を込めてサムズアップのポーズをとった。
- スーツアクター：三宅敏夫[10][11]
- 声：佐藤正治
- 着ぐるみはキリエロイドの改造。頭部とパワータイプ対応の胴体は新規造形で、登場時はキリエロイドの胴体に新規造形の頭部、パワータイプ対応は新規造形の頭部と新規造形の胴体、スカイタイプはパワータイプ対応に翼を付けたもので表現している[出典 14]。頭部はバルタン星人っぽくし、スーツはキリエロイドで実現できなかった心臓のように胸の電飾が発光するギミックを入れている[14][49]。
- 各形態の名称は書籍によって「パワータイプ対応」「スカイタイプ対応」[26][50]や「パワー対応」「スカイ対応」と記載している[31][51]。各形態に固有名を記載していないものもある[40][28]。『ウルトラマンティガひみつ超百科』や『ウルトラマンティガ図解超百科』ではそれぞれ「格闘戦タイプ」、「怪力戦タイプ」、「空中戦タイプ」と記載されている[要ページ番号]。
- 中盤以降の本作品の番宣CMは主に第25話の場面から製作されており、キリエロイドIIが地獄の門に叩きつけられて倒され、ティガが勝利する画になっている。
- 第25話のラストの描写から、再登場の機会を想定して左右対称のキリエロイドIIIと、ウルトラマンのようなキリエロイドIVがデザインされていた[52]。ちなみに、4体のキリエロイドはそれぞれ喜怒哀楽を表している[14][52]。

### 『ウルトラマントリガー NEW GENERATION TIGA』に登場するキリエル人
『ウルトラマントリガー NEW GENERATION TIGA』第18話「スマイル作戦第一号」、第19話「救世主の資格」に登場。
人間の脳に作用して欲望や願望を刺激する未知の宇宙線・モルフェウスRを散布して、精神攻撃によってあたかも現実のように自分の理想が反映された幻影をGUTS-SELECTの隊員やイグニス、闇の巨人に見せ、欲望に飲み込まれずに行動できる救世主の資格を持つ者を捜していたが、その真意は不明。
だが、唯一影響を受けなかったシズマユナが救世主の資格を持たなかったことを知ると、彼女を見限り、戦闘用形態であるキリエロイドへと変化する。
- 演：髙橋麻琴
- モルフェウスRは、『ティガ』第40話「夢」に登場するモルフェウスDのオマージュとなっている[55]。第19話を監督した田口は、『ティガ』をテーマに描くことから、実相寺昭雄が演出した『ティガ』第37話「花」や第40話「夢」のような、何が幻で何が現実なのか分からない、特別で意欲的な描き方がしたかったという[55]。

### 『ウルトラマントリガー NEW GENERATION TIGA』に登場するキリエロイド
『ウルトラマントリガー NEW GENERATION TIGA』第19話「救世主の資格」に登場。
キリエル人が炎を纏った赤い光に包まれて変化した戦闘形態。鋭い爪を持つ手から発射する灼熱の獄炎弾を武器とし、敵を俊敏さを伴った格闘能力で翻弄する。背中から生えた翼による人間の目では追えないほどの速度での移動も可能。
チヒロシティに出現し、闇の巨人との戦いで活動限界の迫っていたトリガーを追い詰め、ナースデッセイ号の一斉放射にも怯まなかったが、シズマユナの力を借りてシズマミツクニの内なる光と過去の記憶から生成したスパークレンスによって現出したウルトラマンティガがトリガーに加勢、2体のタイプチェンジによる戦法で追い詰められ、最後は2体のゼペリオン光線によって爆散し、消滅した。
- スーツアクター：石川真之介
- スーツは新規造形[55]。円谷プロは毎年新規で有名怪獣のスーツを作り直すプロジェクトが進行しており、その流れで『ティガ』のアニバーサリーイヤーであることから、キリエロイドが新造されることとなった[55]。監督たちからはキリエロイドの登場を要望されていたが、ティガの客演回に取っていたことから使えないと説明していたという[55]。

### 『ウルトラマン Fighting Evolution Rebirth』に登場するキリエロイド

#### カオスキリエロイド
PS2用ゲーム『ウルトラマン Fighting Evolution Rebirth』に登場。
カオスヘッダーによってキリエロイドが強化された姿。キリエロイドIIを思わせる造形をしている。ゲーム中でキリエロイドが得意としている足技がさらに強化されており、両足には鋭利なカッターを生やしている。また、操る炎は通常よりもさらに高温の青い炎に変化しており、両足にこれを纏わせることで絶大な威力の蹴りを放つことができる。

### 『大怪獣バトル ULTRA MONSTERS NEO』に登場するキリエロイド
『大怪獣バトル ULTRA MONSTERS NEO』第1話「力を継ぐもの」から第3話「不死身の挑戦者」、第8話「覚醒!レイオニクス」、第9話「混在する闇と光」に登場。
テンペラー星人、マグマ星人、ババルウ星人と共にカネゴンのバトルナイザーを奪おうとする。途中、目の前に謎の空間が現れ、様子を見ようとするが、ババルウ星人に突き飛ばされ、そのまま他の3人やカネゴン共々平行世界に迷い込む。その後、カネゴンと主人公を見つけ、レイオニクスである主人公の力を試すべく、テンペラー星人と共に襲い掛かる。テンペラーが倒された後も生き残り、改めてバトルナイザーを奪おうとするが、突如現れたグローザムに槍で貫かれて動きを止められた挙句、ヘルフローズンブレスを受けて倒される。
しかし、第8話で「聖なる炎の力で復活した」といって生存していたことが判明する。第9話で邪神ガタノゾーアが復活した際に、主人公のバトルナイザーを渡すよう要求する。断られると、主人公たちの最期を見届けるかのような台詞を残し、キリエル人のような青い炎の姿になりながら戦わずして空へ消える。
この他、EXラウンドにも登場。レイオニクスとしてガタノゾーアを操る。
ステータスについては、スピードが非常に高いがディフェンスとパワーが非常に低く打たれ弱い。必殺技は劇中使用する「獄炎放射」、「獄炎弾」の他、優れた格闘能力を生かした連続回し蹴り「コンビネーションキック」がある。また、NEO第2弾より、右脚に「聖なる炎」を纏ってかかと落としを決める「獄炎かかと落とし」が追加された。

### その他の作品に登場するキリエル人（キリエロイド）
- 1997年での『ウルトラマンフェスティバル』のライブステージでは男女の預言者のキリエル人2人とキリエロイド1体が登場する。同ライブステージではキリエル人はアトランティスで高度な文明を築いて、人類の祖先を支配していた設定になっており、ナスカの地上絵、モアイ、ストーンヘンジ、スフィンクスを建造したのもキリエル人とされている。また、光の力を求めたキリエル人が光の国を襲撃して人工太陽が爆発し、光の国の住人がウルトラマンに変身したというウルトラマン誕生の解釈がされている。
- 『ウルトラマンゼロ&オールスターウルトラマン超絶!ウルトラリーグ』（テレビマガジン版2011年6月号掲載分）ではゼルガノイドやアパテーと共に怪獣軍団を率いてウルティメイトフォースゼロを襲う。
- 『ウルトラゾーン』第10話のアイキャッチでは、蕎麦屋の出前持ちとして蕎麦を片手に自転車を漕いでいる姿が描かれている[58]。第14話ミニコーナー「怪獣漫才」ではキリエロイドIIがジャミラと「ジェネレーションギャップス」というコンビ名で漫才をする[59]。
- CGショートムービー『大怪獣ラッシュ ウルトラフロンティア』では、ハンターステーションにいる宇宙人として姿が確認できる。また、劇場版『DINO-TANK Hunting』ではヒッポリト星人、テンペラー星人と共にチームを組み恐竜戦車に挑むも敗退している。
- ゲーム『巨影都市』では、「巨影」の一体としてキリエロイドIIが登場している。

## 複合怪獣 リガトロン
第4話「サ・ヨ・ナ・ラ地球」に登場。
木星の衛星軌道上に現れた未知の発光体が、木星探査船ジュピター3号とその乗員を取り込み、その乗員の意識を調べて最も人間が恐怖を感じる姿に変異した怪獣。頭部にはジュピター3号のコンピュータが内蔵されており、宇宙船の出力と機能を併せ持つ。さらなるエネルギーを求めて鹿島灘の宇宙開発局施設沖に降り立ち、宇宙開発局の高純度エネルギーや鶴ヶ崎発電所を狙う。両手の鋭い爪をタンクに突き刺して高純度エネルギーを飲む。武器は両手の鋭い爪の先端から放つ波状レーザーと、レンズ状の目を発光させての爆撃、さらに背中のロケットブースターで敵を吹き飛ばしたり、取り込んだ乗組員の知識や能力を利用して宇宙開発局の防衛システム「DCS」のセキュリティシステムを解除して機能を止めることも可能。また、ティガ・マルチタイプのハンドスラッシュやパワータイプのデラシウム光流も効かない超硬ボディーと怪力を持ち、レナには「難攻不落の要塞」と評される。ティガをも圧倒し、倒す手段はないかと思われたが、シンジョウの機転でGUTSを通じてジュピター3号のコンピュータに送信された乗組員の家族の写真により乗組員の意識が覚醒すると、乗組員に内部のエネルギーを奪われて抜け殻状態となる。その抜け殻はティガのゼペリオン光線で破壊され、乗組員の意識は奪い取ったエネルギーを吸収して光のエネルギー体に変異し、宇宙に消えていく。
- スーツアクター：北岡久貴[10][11]
- 声：佐藤正治
- 腕のカマが飛行形態時の主翼となるようにデザインされた[14][32]。監督の神澤の指示で決定稿になるに従ってディテールを細かく描いている[32]。
- リガトロンの元となった無機物と融合して怪獣化するというエネルギー体の特性は、後継作『ウルトラマンダイナ』に登場するスフィアに類似しており、朝日ソノラマ刊『ファンタスティックコレクション空想特撮映像のすばらしき世界 ウルトラマンティガ/ウルトラマンダイナ/ウルトラマンガイア』のTPC年表でもこれに関連付ける記述が見られる[61][注釈 12]。

## ゾンビ怪獣 シーリザー
第5話「怪獣が出てきた日」に登場。
静岡県北川市の海岸に悪臭を放つ腐乱死体として漂着するが、GUTSによる撤去作業中にガッツウイング2号で上空に吊り上げた状態から落下したショックで息を吹き返した怪獣。エネルギー源は液化天然ガスであり、エネルギーを吸収するためにガスタンクを目指して進行する。全身の皮膚がゼリーのように軟らかく、進行を阻止しようとガッツウイング1号が放ったミサイルやガスタンクをことごとく取り込む。生命反応はないが感覚はあり、炎や熱、眩しい光による体の乾燥を嫌う。どれほど体を傷つけられても体が完全に打ち砕かれない限り短時間で再生し、さらに首を伸ばして攻撃することも可能。一度はGUTSの行ったジャマーチャフと高周波ジェネレーターによる電磁攻撃を浴びて動きを止めるが、電磁攻撃の作用により体内に取り込んでいたミサイルが体表から浮き出して爆発し、チャフの方が焼き払われ、自身は体表面が乾燥する程度のダメージしか受けない。ティガとの戦闘ではその軟らかい体でティガの打撃攻撃を無力化し、口からの高濃度の汚染物質が混入された毒ガスで苦しめた末、ティガを飲み込もうとする。さらにティガのゼペリオン光線をも吸収するが、多量に吸収した光線が腹の中にあるガスタンクの誘爆を引き起こし、自身内部からの大爆発とともに消滅する。
- スーツアクター：三宅敏夫[10][11]
- 図面ではシーザードという名称だった[63][32]。
- 腐敗した怪獣という設定だが、ショーでは使えないという理由から改造できるようにシンプルな方向性の形態にしている[14][32]。
- 着ぐるみはシルバゴンに改造された[31]。

## 空中棲息生物 クリッター
第6話「セカンド・コンタクト」、第15話「幻の疾走」、第28話「うたかたの…」に登場。
謎に包まれたクリオネに似た空中生物。赤ん坊の笑い声のような鳴き声を発し、高度な知性を有しているが食糧資源の絶対数が少ない空中で仲間を捕食して生きてきたので、親愛の情を持った相手を食べる（共食いする）習性を持ち、クリッターにコンタクトを求めていたTPCの飛行機の乗員も「友人を食べる習性」に従って食べた。謎の黒雲の電離層に雲状の巣を作って生息していたが、人間の文明が進んで大量の電磁波やマイクロ波が電離層に流れるようになって凶暴化、変異したと推測された。飛行機を襲ったりしたことから「クリッター作戦」と呼ばれるプロジェクトにより殲滅させられそうになるが、デキサスビームとマキシマ砲を曲げてかわし、その直後自分たちで地球から離れていった。
- 『ウルトラマンダイナ』第19話では、『ティガ』第15話の続編的な物語であることからガゾートIIIを登場させるという案もあったが、既に地球を離れているため不採用となった[65]。
- デザインイメージはクラゲで、タコや軟体生物の要素を融合させている[14][32]。

### 変形怪獣 ガゾート
第6話「セカンド・コンタクト」に登場。
電離層に住む多数のクリッターが、人間が発生させた大量の電磁波の影響により合体・突然変異を起こして誕生した怪獣。武器は口から放つ高い爆発力を持つプラズマ光弾と両手の鰭（ひれ）を使った攻撃や、死んだふりをして相手を油断させたところを鋭い牙による噛み付きで不意打ちするといったような狡賢い一面を持ち合わせている。周囲に強力な磁界を形成する繭状の雲を作りながら市街地に飛来、ホリイとの間に会話を成立させるが、前述のクリッターの習性に従いトモダチと認識したホリイやティガを捕食しようとしたためティガと交戦、ティガの左腕に傷を負わせたあと、空中戦を仕掛けプラズマ光弾でティガを苦しめるがフラッシュ・ボマーで光弾を相殺されウルトラボディーアタックで打ち落とされ、ランバルト光弾で爆散し、無数のクリッターに戻り電離層へと帰った。
- スーツアクター：北岡久貴[10][11]
- 声：佐々木麻理
- 図面ではアゾートという名称だった[63][32]。
- 動きやすくするため、ペンギンっぽい要素を入れたが、可愛くなりすぎたため、造形の段階で怖い感じにしている[14][32]。
- 映画『大怪獣バトル ウルトラ銀河伝説 THE MOVIE』では、ベリュドラの左腕を構成する怪獣の1体となっている[39]。

### 変形怪獣 ガゾートII
第15話「幻の疾走」に登場。
以前出現したクリッターが宇宙発電所の次世代の発電システムから送られる電磁波とマイクロ波が巣に直撃して再合体した2体目のガゾート。ゴリガン航空206便を消滅させ、湾岸のマイクロ波発電施設から発せられるマイクロ波に惹かれて日本を目指す。以前の個体は繭状の雲を作りながら飛来していたが、今回は繭を作らず直接登場する。姿形は初代とほとんど変わらないが、目つきは鋭く釣り上がり、両手の鰭（ひれ）はより大きくなり、胸から腹部の両脇にかけてついている黄色い発光体の部分が若干大きくなり、頭の位置は少々下がり、脇の下もよりスリムになっている。
体内のプラズマエネルギーは以前より比較的強力になっており、さらにマイクロ波を吸収しているため帯電体質になっており、これによって半径10キロ以内の計器を狂わせ、あらゆる通信機器とガッツウイングが不調に陥り、乗用車なら一瞬で作動不能にする。しかも、マイクロ波に異常に神経質になっており、性格も以前より凶暴化している。さらにパワーとスピードも大幅に向上しており、口から放つ電撃球の威力も強化されている。
マイクロ波発電施設付近に降下し、マイクロ波発生装置を積んだシャーロックと突如現れたアオキ・タクマの乗ったオートバイによってある程度誘導された後、ティガと対決する。ハンドスラッシュを無効化し、マルチキックを跳んでかわし、光弾の連続発射でティガを圧倒するが、その光弾をデラシウム光流に変換され、跳んでかわすものの地面でバウンドしたそれに当たり爆発四散する。
- スーツアクター：北岡久貴[10][11]
- 着ぐるみはガゾートを改造したもの。口がより大きく開閉するように改修されている[31]。改造用のラフスケッチも描かれたが、そのまま出すこととなった[66]。
- 墜落死したアオキ・タクマが出現したことについてホリイは「人間の霊魂はプラズマだという説があり、ガゾートの強力なプラズマエネルギーがタクマの霊魂に反応したため」と推測する。
- 劇中に登場するガゾートは今回と前回の個体のみだが、第28話でクリッターとガゾートによる事故が絶えないとのナレーションがあり、これら以外の個体も現れていたことが示唆されている。

### 『セブンガーファイト』に登場するガゾート
『セブンガーファイト』第6話「怪獣無法惑星」に登場。
怪獣惑星に生息する個体で、昼寝中のエレキングの尻尾を誤って踏んづけたことで戦闘になるも、乱入してきたセブンガーの20式多用途電磁警棒によってエレキングとともに倒される。
- スーツは新規造形[55]。イベント事業部が、2021年の新番組が『ティガ』の25周年記念作となることから、自分たちの予算で作ったものであるという[55]。

### 『ウルトラマントリガー NEW GENERATION TIGA』に登場するガゾート
『ウルトラマントリガー NEW GENERATION TIGA』第3話「超古代の光と闇」に登場。
俊敏策士ヒュドラムが発生させた電磁波を纏った竜巻の内部でクリッターの群れが融合し、誕生した個体。シズマユナに憑依したユザレを覚醒させるためにヒュドラムが差し向けたため、闇の巨人たちと同じエネルギー反応をもち、目も赤く変色している。口から発射するプラズマ光弾が武器。
迎撃に出たGUTSファルコンやウルトラマントリガー スカイタイプと空中戦を繰り広げるが、両者の連携を前に劣勢となり、最後はトリガーのランバルトアローストライクによって撃破される。
- スーツアクター：石川真之介
- スーツは『セブンガーファイト』で使用されていたものの流用[55]。

### 『ウルトラマントリガー エピソードZ』に登場するガゾート
『ウルトラマントリガー エピソードZ』に登場。
- スーツアクター：永地悠斗

### 『ウルトラマンデッカー』に登場するガゾート
『ウルトラマンデッカー』第11話「機神出撃」に登場。
電離層に棲息する生命体・クリッターの無数の群れが融合して誕生した怪獣で、飛行能力を有する。口から吐くプラズマ光弾が武器。
電磁波を纏った竜巻の中から現れ、起動実験を行うために輸送中のGUTS-SELECTの対怪獣用ロボット兵器・テラフェイザーを襲撃するが、返り討ちに遭って逃走した。
- スーツアクター：永地悠斗

## 悪質宇宙人 レギュラン星人
第7話「地球に降りてきた男」に登場。
ネメシス星雲第四惑星レギュラン星出身の宇宙人。作戦成功のためならば仲間でも裏切る冷血漢で、宇宙ステーション「デルタ」の破壊と地球侵略のために宇宙船で飛行中、その故障のためにデルタと激突しそうになり、妻子や同胞を見捨てて小型宇宙艇「スペース・バルケッタ」で脱出する（宇宙艇はデルタのヴァルキリー砲によって破壊される）。その後、降り立った地球では前述の凶行を隠して「宇宙船の破壊と、同乗していた妻と娘の復讐」を名目にヤナセ技官に地球防衛機密の入手を迫る。地球人の記憶から情報を引き出すだけでなく、自身のホログラムを作り出して相手を攻撃することも可能であり、アサミヤ技官を殺害して自身の宇宙船にヤナセや娘のレナを拉致し、レナに地獄の苦しみを味わわせようと企む。救援に駆けつけたGUTS隊員らによって阻まれ、自分の星に帰ろうとして失敗すると立腹して巨大化し、ウルトラマンティガに戦いを挑む。
主な戦力は両手から放つ怪光線、破壊光弾、捕獲光線。自身の周囲の重力を弱めることもでき、それによって空中浮遊や飛行を行う。ティガを空中戦で仕留めようとするが敵わず、ハンドスラッシュで光弾を相殺されて地上に叩き落とされ、負けそうになると降参したふりをしながら風車を凶器にした不意打ちを仕掛けてティガを圧倒するが、レナとヤナセが操縦するガッツウイング1号の攻撃で形勢を逆転される。最後はスカイタイプのランバルト光弾との打ち合いに負けて消滅し、宇宙船もガッツウイング1号のミサイルで破壊される。
- 声：桑原たけし
- スーツアクター：三宅敏夫、広沢俊（本編）[出典 28]
- デザインは丸山浩[78]。デザインモチーフはたまたま食べていた鮭弁のサケの赤身と皮で[出典 29]、丸山は子供のころからイメージしていたという[75]。
- スーツは本編撮影の後、特撮パート撮影時に鋭角的な形状へ改修され、腕を付け替えられた[75]。

## 異次元人 ギランボ
第8話「ハロウィンの夜に」に登場。
毎年ハロウィンの夜に世界中のどこかで魔女のおばあさん（異次元魔女）として現れていた異次元生命体。ブラックホールのように空間を歪ませて次元を移動する。GUTSによって居場所を突き止められ、GUTSハイパーで撃たれたため巨大化する。巨大化した後は顔から相手の意識を麻痺させる光線を放ち、さらに分身やテレポーテーションといった特殊能力も備える。また、戦闘中は満月がパンプキンの顔に変貌する。ティガもその分身能力で撹乱しようとするが、タイマーフラッシュによって本体を見つけられ、ウルトラホイッパーで上空へ投げ飛ばされたため逃げようとするとウルトラフィックスを喰らって行動不能になり、ゼペリオン光線によって倒される。パンプキンもギランボが倒された直後に消滅し、子供たちも元に戻る。
- スーツアクター：北岡久貴[10][11]
- 声：藤波京子
- デザインモチーフは、ハサミ[14][66]。
- 『ウルトラ怪獣擬人化計画 ギャラクシー☆デイズ』に登場。原典同様年に一度、ハロウィンの日に生徒たちから夢を吸い取る魔女。生徒たちから夢を吸収しようとしたが、夢の内容が理解不能なくらいぶっ飛んでいたり、刺激的すぎてパニックをおこす、悲壮感な内容に涙を流したりといった具合でうまくいかず、計画は失敗に終わる。彼女自身の夢は「綺麗なドレスで素敵な結婚式を挙げる」という乙女チックなもの。ゴモラやベムスターより年上で、ガッツ星人と同学年である模様。

### 異次元魔女
第8話「ハロウィンの夜に」に登場。
ギランボが変身した姿。ハロウィンの夜に出現。食べた者に悪夢を見せるキャンディ（催眠ロリポップ）を子供たちに配り、それを食べた子供たちを巨大なパンプキンで異次元へ連れ去り夢を吸い取る。外見は魔女の出で立ちをしているように見えるが、鏡にはその姿が映らない。子供たちの夢を吸い取って自らの栄養にしており、また夢を吸い取られて廃人になった子供は「夢の墓場」と呼ばれる公園のような場所に捨てられる。洋館に偽装した巨大なパンプキン・ヘッド型の次元移動船を用いてブラックホールのように空間を歪ませ、次元を移動する。
- 出演：梛野素子
- 第8話の脚本を担当した右田昌万によれば、当初は高齢化社会に関しても題材にしており、「連れ去られた子供たちが『200歳・300歳の者たちばかりの世界』で働かされることとなる」という展開を考えていたが、監督の岡田寧から「その内容を見た子供たちがお年寄りを大切にするようになるのか」と指摘され、最終的に監修の高野宏一からのアドバイスにより「夢」をテーマにした展開に改めている[36]。

## 守護怪獣 マキーナ
第9話「怪獣を待つ少女」に登場。
サキが宇宙での移動に使うと見られる宇宙怪獣。200年以上前にサキが紛失したタイムカプセルが発掘されると、呼応するように地球に飛来する。悪意は全くなく、サキの命令のみ聞く。表面はとても堅い外殻で覆われており、TPCやGUTSのあらゆる攻撃を撥ね返す。飛行の際や防御態勢をとる際や夜間に体を休める際には外殻を閉じて金属球状に変形することができる。非常に物覚えがよく、対人式自動地雷の攻撃パターンを学習して全て見切るほどの高度な知能を持つ。腹部は柔らかいらしい。TPCの自動地雷からサキを守ったティガを敵とみなして戦い、自慢の外殻でティガのキックやチョップを防いだり、金属球状で飛行して体当たりなどをして劣勢に追い込むが、パワータイプのウルトラ・レッグホイップで受け止められ蹴り飛ばされる。防御姿勢をとったところでデラシウム光流を撃たれそうになるがサキが制止する。その後サキの呼びかけでおとなしくなり、サキを連れて宇宙へ帰ってゆく。
- スーツアクター：三宅敏夫[10][11]
- 飛行形態へは体の装甲を閉じることでなる設定で、内部も描かれているが、首は折られていない[66]。

## 宇宙人少女 サキ
第9話「怪獣を待つ少女」に登場。
200年以上前地球に飛来したが、マキーナを地球に導くためのタイムカプセルが故障し、そのまま帰れずに地球に居続けた異星人。15歳程度の少女の姿をしているが、その姿は飛来したときからずっと変わらず、少年時代のダイゴにも会ったことがある。異星人であるせいか体温は地球人より5.5℃低い31℃の状態である。TPCの情報検索エンジン「アカシックレコード」の資料ライブラリには、様々な時代に世界の各所で彼女の姿や彼女の持つ特異なデザインの笛の記録が残されていた。
マキーナが出現した際、マキーナを敵とみなしたTPCの自動地雷に巻き込まれそうになるが、ティガに助けられる。そしてティガと戦っていたマキーナを止めマキーナとともに宇宙へ帰る。宇宙へ帰還する際、ティガを「ダイゴ」と呼ぶ。
- 出演：伊藤智乃
- 書籍『円谷プロ全怪獣図鑑』では、別名を「宇宙少女」としている[83]。

## バリヤー怪獣 ガギ
第10話「閉ざされた遊園地」に登場。
土中に巨大な蟻地獄のような巣を作る怪獣。元々は宇宙怪獣で、繁殖として成長ホルモンを持つ子供を触手で捕らえて卵を産みつけるため、遥か昔に地球に飛来し、地中で眠っていた。よみうりランドを子供たちを孵化した卵の食糧として捕らえる場所として、周りを見えないバリアーフィールドで覆って空間を閉ざして子供たちが逃げられないようにした後、観覧車に乗ったマユミとアキコを襲おうとするが、ゴーカートで囮になったハルキとシンジョウによってある程度誘導された後、バリアーフィールドをGUTSの液体窒素ビームで破壊され、その後ティガと交戦、角から出す赤色破壊光線とはさみ状の両手にある長い触手ガギビュートと、二股に分かれたはさみ状の尻尾を使った攻撃で、それらを駆使してティガと戦うが、パワータイプによって触手を引きちぎられ、さらに角を折られ、ボロボロになったところをデラシウム光流で倒された。
- スーツアクター：北岡久貴[10][11]
- 設定などは、脚本を担当した川上英幸がウルトラ怪獣の写真集を参考に、「グドンのような鞭のある怪獣にしよう」という考えをもとにして発想し[84][85]、生えている爪の間から鞭が出ているようにデザインされた[14][66]。川上は、同話で監督を担当した松原信吾から、ガギのデザインや設定に関して「自分たちがウルトラマンで撮りたかったのはこのような怪獣が登場する話」と高く評価されて嬉しかったことを明かしている[85]。
- 映画『大怪獣バトル ウルトラ銀河伝説 THE MOVIE』では、百体怪獣ベリュドラの胴体を構成する怪獣の1体となっている[39]。

### バリヤー怪獣 ガギII
第26話「虹の怪獣魔境」に登場。
以前出現したガギの同種で、体色の違い、角の根元と腹部が若干赤い点が初代との違い。魔境と呼ばれる獅子鼻樹海で樹海に迷い込んだ人間を襲う。両腕の触手ガギビュートと角からの赤色破壊光線を武器とするほか、展開するバリヤーはGUTSハイパーの光弾でも破れないほど強固である。剛力怪獣シルバゴンと縄張り争いを繰り広げるが、バリヤーフィールドを砕かれ、引きちぎられた自身の触手で打たれた後、咬み殺された。
- スーツアクター：金光大輔[10][11]
- 着ぐるみはガギの改造[31]。

## 異形進化怪獣 エボリュウ
第11話「闇へのレクイエム」に登場。
ホリイの親友である宇宙開発センターの職員サナダ・リョウスケが、コンプレックスに悩まされた末、かつて地球に落ちてきた隕石に含まれていた未知の細胞（エボリュウ細胞）を勤務先から盗み出して自らの体に移植した結果、細胞移植の副作用によって変貌した怪獣。エボリュウ細胞には移植した生物の能力を飛躍的に向上させる効果があり、この特性に目を付けたTPC宇宙開発局は惑星探査のために、エボリュウ細胞を活用した宇宙飛行士の肉体強化計画「ジニアスプロジェクト」を実施していた。一方でエボリュウ細胞には「大量の電気エネルギーを吸収し続けなければ発作に苦しむ」という特性がある上、最終的には移植した生物は完全に制御を失って怪獣化してしまうという重大な欠点がある。
リョウスケは当初発作に苦しみつつも理性を保ち怪獣の姿から戻ることができたが、最初の出現の際、モンスターキャッチャーを撃たれたためホリイに居場所を特定される。そして対面したホリイの前で自身が抱いていたコンプレックスを明かしたところでついに体を制御できなくなり、巨大化してネオリゾートの施設を破壊するなど暴れ回る。100万馬力のパワーを持ち合わせ、体中に電気を纏わせて瞬時に姿を消す技を使っており、ティガとの戦闘では体や両手から出す高電圧の光線や高圧電流、右手の爪の間から伸びる触手などでティガを苦しめたが、戦闘で体内の電気エネルギーがティガに吸収されたことで全てなくなり、元のリョウスケの姿に戻ると共に息絶えた。
なお、このエボリュウに関する一連の事件を受けてエボリュウ細胞の研究およびジニアスプロジェクトは中止となり、エボリュウ細胞はサンプルも除いて全て破棄されたことになっていた。しかし、実際にはジニアスプロジェクトは極秘裏に続けられており、やがて第47話におけるメタモルガの事件に繋がることとなる。その第47話ではティガのピンチに幻として現れ、メタモルガの動きを抑えた。
- サナダ・リョウスケ：柚原旬
- スーツアクター：北岡久貴[10][11]
- 本話及び第47話に登場するエボリュウ細胞は、次作『ウルトラマンダイナ』の第39話にも関連する。
- 初期の脚本[注釈 21]では「最後はティガによって宇宙に運ばれる」という展開で、監督・特技監督は川崎郷太が担当する予定で脚本が執筆されていた[87][88][11]。第11話の監督・特技監督を担当した神澤信一は、川崎が本来担当しようとしていた脚本を自分が担当した結果シリアスさの目立つ展開が出来上がったこと、そして脚本を担当した武上純希が「そこまでシリアスさの多い話にするつもりはなかった」と話していたことを明かしている[87][88]。
- 書籍『円谷プロ全怪獣図鑑』では、第47話に登場するものを幻影エボリュウと記載している[28]。

## 深海怪獣 レイロンス
第12話「深海からのSOS」に登場。
西太平洋R海域の石油プラントに出現した怪獣。命名者はイルマ。元々海底に棲む普通の海底生物だったが、度重なる地下核実験の放射能による海洋汚染の影響で突然変異し、怪獣化した存在。放射能を吸収しているため、細胞には放射能が含まれている。伊豆の海洋科学研究所の極超音波魚誘導発信システムに反応して研究所を襲撃し、ティガと戦う。口から出す高圧水流や痺れる泡、身体頂部からのショック光線を使い、水流を吐くと見せかけてショック光線を発射してティガを翻弄、巨体を活かした圧し掛かりで圧倒するが、パワータイプのミラクルバルーン光線で泡の内部に密閉されて行動不能になり、ティガパワーパンチで殴り飛ばされたあと、そのままデラシウム光流で縮小され海の中に送り返される。
- スーツアクター：三宅敏夫[10][11]
- デザインではスーツアクターの覗き穴を顎の下につけることを想定していたが、中に水が入ってしまうため顔の上につけられ頭部の位置も下げられたため、3頭身のような形態になってしまった[出典 39]。

## 誘拐宇宙人 レイビーク星人
第13話「人間採集」に登場。
P413星雲レイビーク星出身の異星人。地球人によく似た生物をヒューマノイド型奴隷として働かせていたが、酷く扱い過ぎたために数を減らし、代用として地球人に目を付ける。夜な夜な人間縮小銃の縮小光線で人間をミクロ化して銃の中に捕獲し、地球人も充分奴隷として使えると判断して拉致を続ける。ボスの目は赤色、部下の目はオレンジ色で、ボスの方が戦闘力が高く、目から赤い破壊光線を発射する。地球ではボスと複数の部下で活動し、今は30年前から機能していないごみ処理施設の廃工場をアジトとしている。アジトに突入したGUTS隊員によって部下の半数の個体は倒され、もう半数は人間サイズのティガとの格闘戦の末マルチタイプのティガトルネードで跳ね飛ばされる。その後、ボスもティガと戦いティガを縮小光線で銃の中に閉じ込めるが、自由自在に巨大化できるティガにとっては全く無意味であり、銃内部で人間サイズに巨大化され脱出される。その後、パワータイプと互角以上の戦いを繰り広げるも、形勢不利になるとアジトを爆破して地下に隠されていた宇宙船で逃亡を図るが、巨大化したティガスカイタイプのハンドスラッシュとパンチによる追撃を受け、最後はランバルト光弾で宇宙船を撃墜されて爆死した。人間縮小銃はGUTSによって解析され、捕らえられた人々は元の姿に戻る。
劇中でムナカタは「クロウ人（カラスの英名crowより）」と呼称し、シンイチ少年は「カラス人間」と呼称する。
- 声：佐藤正治[10][11]
- スーツアクター：塩谷庄吾（ボス）、桝田充則（部下）ほか[出典 42]
- デザイン画ではクロウ人という名称だった[14][66]。デザイン画は顔のみ描かれており、衣装は衣装部が担当した[14][66]。
- 『ウルトラマンダイナ』第46話では、謎の宇宙植物の作り出した幻影として登場している。

### 仮想生命体 バーチャル・レイビーク星人
第42話「少女が消えた街」に登場。
コンピュータゲーム都市「タウン」の内部に出現した、実体がない立体映像。以前現れた個体と同様、人間縮小銃を使った攻撃を得意とする。バーチャル・ムザン星人同様ヤズミを襲うが、最後はガッツハイパーガンで撃たれ、消滅する。
- スーツアクター：新上博巳[31][10][11]
- 名称は書籍より[出典 43]。書籍『円谷プロ全怪獣図鑑』ではバーチャル・レイビーク星人IIと記述している[28]。

### 『ウルトラマンボーイのウルころ』に登場するレイビーク星人
『ウルトラマンボーイのウルころ』第45話「マッハコンビネーション! の巻」、第65話「悪魔のリベンジの巻」に登場。
フック星人と コンビを組み、第45話ではウルトラマンダイナ、第65話ではウルトラマンアグルと戦う。

### ライブステージに登場するレイビーク星人
2008年10月21日にウルトラマンランドで開催された『NICEな絆 in ウルトラマンランド』ではカナン星人と手を組み、ウルトラマンネクサスにドリゴラスを送り倒そうとするが、失敗し逃走する。置き土産にダークメフィストを召喚し、ネクサスを苦戦させるが、ウルトラマンナイスの加勢により、再び敗北する。

## 極悪ハンター宇宙人 ムザン星人
第14話「放たれた標的」に登場。
発信機を付けた別種族の知的生命体を奴隷にして隕石状のカプセルに詰め、銀河系に放ってゲーム感覚でハンティングする凶悪な宇宙人。地球には宇宙に放った「ルシア」と「ザラ」をハントするために飛来する。地球人に化けることが可能。怪人体時では驚異的な跳躍力を誇る。2人をハントすることには成功するが、GUTSに宇宙船を攻撃されて地上に放り出され、さらにダイゴ達にGUTSハイパーで撃たれたため、巨大化してティガと戦う。巨大化すると二足歩行の怪獣のような姿となり、頭部の突起部から破壊光線を出し、岩石を蹴り付けての攻撃も得意とする。さらに脊髄が背中から離れ首を伸ばした、尾の先端に頭部のあるサソリのような四足歩行の形態になることもできる。最後はウルトラスウィングで投げられ、パワータイプのデラシウム光流で倒される。
- スーツアクター：三宅敏夫[10][11]
- 出演/人間体：婆裟羅天明[31]
- 声：佐藤正治[10][11]
- デザイン画は等身大が先に描かれ、巨大化形態に等身大の要素を落とし込んでいる[14][66]。
- 造形は開米プロが担当し、監督の村石の指示で1体の造形物で変形を対応させている[92]。人間体のマスクは『ウルトラマンダイナ』第6話のフォーガス（人間体）に改造された[93]。
- 『ウルトラマンダイナ』第47話ではファビラス星人がムザン星で拾った魔石を身に着けたことで狂暴化する。

### 仮想生命体 バーチャル・ムザン星人
第42話「少女が消えた街」に登場。
コンピュータゲーム都市「タウン」の屋外に出現した、実体がない立体映像。カレンE-90がマインドコントロールしているタウンの住民の一人のプログラマーの青年が作製した。以前現れた個体と同様に額から青色破壊光線を放つ。さらに瞬間移動も得意でヤズミを背後から不意打ちするが、最後はGUTSハイパーで撃たれ、消滅する。
- スーツアクター：新上博巳[出典 46]
- 名称は書籍より[出典 47]。

## ルシア
第14話「放たれた標的」に登場。
ムザン星人によってハンティングゲームの獲物として隕石状のカプセルに詰め込められた状態で銀河系に放たれた異星人で、居場所を知らせる発信機のブレスレットをはめられている。外見は地球人の女性。運動能力が高く、高い跳躍力を用いて浮かび上がった風船を素手で掴んだり、険しい断崖絶壁に跳び移ったり、両手足を全く動かさずに海中を泳いだりすることができる。また、ブレスレットからは電撃を放つことも可能。GUTSに保護されるが、ザラを追って基地から逃亡し、旭岳でダイゴの目の前でムザン星人の光線を浴び爆死する。
- 出演：桂木亜沙美

## ザラ
第14話「放たれた標的」に登場。
ムザン星人によってハンティングゲームの獲物として隕石状のカプセルに詰め込められた状態で銀河系に放たれた異星人で、ルシア同様発信機のブレスレットをはめられている。外見は地球人の男性で、ルシアの恋人と推測される。やはり運動能力が高く、急な断崖絶壁も簡単に登ることができる。ルシアがはめられている腕輪同様電撃を放てるかどうかは不明。体内に流れている血液は両者共々緑色で、お互い青い服を着ているのが特徴である。最後はルシアに会う前に赤峰山でムザン星人の餌食となり、ルシアの名を叫んで絶命し、灰と化す。
- 出演：塩谷庄吾

## 二面鬼 宿那鬼
第16話「よみがえる鬼神」に登場。
頭部の前後に二つの顔がある鬼神。凶暴な性格で、この世を焼き尽くすのが目的である。その昔、山梨県宿那山一帯で暴れ、剣豪・錦田小十郎景竜によって退治され、五体を細切れにされて宿那山に埋められて封じられていたが山中の銅鑼の祠に奉られていた景竜の刀を3人組の古美術品泥棒が盗み出したことで封印が解かれ復活、前の口から火炎を噴き、後頭部の口からは突風や煙を出すほか、主な武器の山に隠していた巨大な剣を使った剣技でティガを襲うが、ウルトラ白刃取りで形勢逆転され、ティガスライサーで刀と首を刎ねられ、胴体はその際の悲鳴で消滅、首だけになっても死んではおらず、ティガの肩に噛み付くが、景竜の霊が飛ばした封印の刀（鬼神封じの刀）を額に受け、再び封印された。
- スーツアクター：三宅敏夫[10][11]
- 声：遠藤守哉
- 英語版の『ウルトラマンティガ』では「SAKUNAONI」と発音している。
- 初稿では二つ目だったが、一つ目にして後頭部にもう一つ顔を付けることとなった[14][66]。デザイン画では下半身がモンペのようだったが、造形段階で毛を纏わせることで違和感がないようにした[14][66]。
- 宿那山は第38話にも再登場する[注釈 25]。
- 『ウルトラマンフェスティバル2014』ライブステージ第2部では、ガッツ星人の配下として登場。武器は刀ではなく金棒を用いる。観客がウルトライブした怪獣（レッドキング、エレキング、サドラのいずれか）と戦うが、最後は駆け付けたウルトラマンビクトリーの手で倒された。

## スタンデル星人
青と赤の2体が登場。
- アボルバスが『ウルトラマン』に登場するアボラス、レドルがバニラへのオマージュである[95]。
- デザインは『ウルトラマンネオス』に登場するザム星人の準備稿を再デザインしたもの[12]。
- プロットでは、肌の色の違いにより争っているという設定であった[10][11]。
- モビルスーツのような感じで、足の下辺りやモノアイにその要素を入れている[14][66]。2体共同じ原型で作り、色替えや顔で違いを表現している[14][66]。
- 脚本の初稿での名称はステルトン星人であった[36]。

### 青色夜型宇宙人 スタンデル星人アボルバス
第17話「赤と青の戦い」に登場。
スタンデル星人の「青の種族」の1人。青の種族は光に弱いため、スタンデル星の夜の間を支配していたが、昼の間を支配していた赤の種族に対し、昼の間も支配すべく宣戦布告する。昼行性の赤の種族と夜行性の青の種族の一進一退の攻防の中、睡眠をとる時間帯さえ調節すれば昼夜問わず戦え、鍛錬によって戦闘力が向上する地球人、中でも格闘技の使い手を中心とした強い者たちを両種族の兵士とすることが考案され、青の種族の代表として地球人の強者たちを兵士として集める任務に就く。
戦力として腕からの怪光線ビームショットを使用する。好戦的な性格らしく、地球到着直後にレドルを襲撃して負傷させる。その後、任務を放棄したレドルとは違い着々と任務を遂行し、自分の宇宙船に地球人を次々と誘拐する。真夜中に地球人を救うために乗り込んできたレドルを返り討ちにして巨大化するもティガと戦闘となり、互角の攻防を繰り広げるがタイマーフラッシュスペシャルを受けて倒される。
- スーツアクター：北岡久貴[10][11][注釈 26]
- 声：塩屋浩三
- 別名は「せいしょくよるがたうちゅうじん」と読む。
- 脚本の初稿での名称はアーヴァであった[36]。また、初稿以降に描かれた脚本でもアーヴァの名前のまま変化はない[11]。

### 赤色昼型宇宙人 スタンデル星人レドル
第17話「赤と青の戦い」に登場。
スタンデル星人の「赤の種族」の1人。アボルバス同様に、戦力として腕からの怪光線を使用する。赤の種族は暗闇と寒さに弱いため、スタンデル星の昼の間を支配していたが、夜の間を支配していた青の種族から、昼の間をも支配することを目的として突然の宣戦布告を受ける。地球に来た理由はアボルバスと同じく優秀な地球人を兵士として集めるためだったが、地球に到着した直後にアボルバスの光線を受けて負傷し、偶然通りがかった老婆に助けられる。
善良な性格らしく、自分を助けた孤独な老婆の心の暖かさに触れて「使命よりも大切なものがある」ことを悟り、本来の任務を放棄して地球人をアボルバスから救うことを決意する。GUTS隊員にテレパシーで自らの目的（兵士集めの部分を除く）を説明し、彼らの協力を得る。アボルバスに誘拐された地球人を救うため、真夜中にもかかわらず単身アボルバスのもとに乗り込むが、本領を発揮できず返り討ちに遭う。それでもダイゴにアボルバスが光に弱いことを伝え、アボルバスとティガの戦闘後に誘拐された人たちを解放し、アボルバスが倒された後には老婆にテレパシーで別れを告げ、スタンデル星へ帰還する。
- 声：麻生智久
- スーツアクター：門脇亨、三村浩司[31][注釈 26]
- 劇中ではイカのお化けやスタンデル人とも呼称される。
- 別名は「せきしょくひるがたうちゅうじん」と読む。
- 脚本の初稿での名称はゼルダで、アーヴァが操った地球人によって倒されるという展開が描かれていた[36]。初稿以降に描かれた脚本での名称はガルダであった[11]。

## 機械人形 ゴブニュ
第19話「GUTSよ宙へ・前編」、第20話「GUTSよ宙へ・後編」に登場。
マキシマ・オーバードライブの開発を妨害しようとする謎の宇宙文明によって造られた保障システム。
- 別名の「機械人形」は「メカロイド」と読む。

### 機械人形 ゴブニュ（ヴァハ）
第19話「GUTSよ宙へ・前編」、第20話「GUTSよ宙へ・後編」に登場。
多数存在する人間大のゴブニュ飛行タイプ。劇中冒頭では「鋼鉄の仮面」とのナレーションがある。生命反応がなく中身は空っぽであるが、破片一つ一つの内側に組み込まれたコンピューターをエンジンとして動いている。毎夜にメトロポリスを徘徊してGUTSに回収されることで相当数がTPC極東本部基地（ダイブハンガー）内に侵入、マキシマオーバードライブを搭載したアートデッセイ号を破壊しようとするが、アートデッセイ号が機械島へ向けて発進したため、基地に侵入した一群は海中へ脱出後に集合合体し、ゴブニュ（ギガ）となって基地自体を破壊しようとする。その後、GUTSの攻撃から機械島を防衛するため、機械島からも多数出現し、GUTSと宇宙で戦闘を繰り広げる。
TPCの一般隊員を投げ飛ばすほどの怪力だが、非常に打たれ弱く、GUTSハイパーで撃たれただけで簡単に倒される。飛行の際は首を360度高速回転させながら飛行することもある。
- 声：田中亮一
- 当初は、骨組だけのロボットという案だったが、着ぐるみでの表現が難しく、ギガのパーツを差し替えることで決定稿となった[14][49]。デザインイメージは、70年代のロボットアニメで、原画では頭部は丸い形状だったが、鉛筆書きの初稿を消しゴムで修正していったため、元の絵は残っていない[14][49]。

### 巨大機械人形 ゴブニュ（ギガ）
第19話「GUTSよ宙へ・前編」、第20話「GUTSよ宙へ・後編」に登場。
多数のゴブニュ（ヴァハ）が合体して巨大化した姿。本人は「保障システム」と呼ぶ。ダイブハンガー付近の海底に出現し、ダイブハンガーに迫るが、ティガに止められ海底で戦う。前述のゴブニュ（ヴァハ）とは異なり非常に打たれ強く、体が固い上に500万馬力の怪力で、ティガの攻撃を受け付けず苦しめる。また、背中のジェット噴射ノズルで敵を吹き飛ばすことも可能。頭部に7つほど並んでいる目モノアイは自爆タイマーとしての役割も持っている。最後は両腕で羽交い絞めにした後共に自爆しようとするが、片足を蹴飛ばされティガに空へと運ばれて、空中で爆発する。その後、体の破片の一部がGUTSに運ばれ解析される。
ヤズミによると、ある種の金属生命体で破片の一つ一つがコンピューターやエンジンであるという。
- スーツアクター：三宅敏夫[10][11]
- 着ぐるみはゴブニュ（ヴァハ）と共通。[要出典]

### 巨大機械人形 ゴブニュ（オグマ）
第20話「GUTSよ宙へ・後編」に登場。
GUTSから機械島を守るために現れた機械人形の最強形態。ヴァハやギガと外観は全く違い、左右非対称の顔の向かって右部分に4つのランプスペースアイがあり、ハーモニカのような音と共にスクロール点滅するのが特徴。全身には高圧電流が流れており、自身の体の硬さを誇示しているかのような戦い方をする。機械島の外装でできているため生半可な攻撃は一切通用せず、頭部の先端部から高圧電流を放射する。また、この硬く尖った頭部で敵を刺し貫く戦法も得意としている。ゴブニュ（ギガ）と同じく体が固い上に800万馬力の怪力であり、さらに機械島のメカニズムの一部を取り込んで同化することで力をさらに高めることもでき、ティガの両足を掴んで機械島ごと自爆を図ろうと追いつめるが、アートデッセイ号のマキシマ砲で倒される。
- スーツアクター：北岡久貴[10][11]
- ラフスケッチでは、ギガという名称だった[14][49]。スタッフの洒落で、頭部の突起に第19・20話の監督村石宏實の名字の「ムライシ」が片仮名で刻まれている[出典 63]。緊迫感を出すため、頭の電飾が右から左にかけて1つずつ付いては消えていく仕様となった[14][49]。
- テレビアニメ『SSSS.GRIDMAN』第8話では、新条アカネの部屋の棚にゴブニュ（オグマ）のフィギュアが飾られている[101][102]。同話に登場するメカグールギラスに合わせてメカ系怪獣でまとめられている[101][102]。また、第9話では、新条アカネがゴブニュ（オグマ）について言及している[103]。

### 機械島
第19話「GUTSよ宙へ・前編」、第20話「GUTSよ宙へ・後編」に登場。
宇宙空間に漂流する保障システムの中枢でゴブニュの本拠地。直径3キロメートルの要塞のような形状をしている。レナが発見した時はレーダーには感知されず、すぐに消えるが、中盤で姿を現す。本体底部から電撃を放つ。地球外の金属でできているらしくアートデッセイ号のデラック砲による通常攻撃は一切通用しない。内部は空洞になっており、誰も乗っていない。ティガとゴブニュ（オグマ）の戦闘の舞台にもなる。また、ハッチを開くことで接近してくる標的を牽引して取り込むことができ、一度内部に捕らわれると通信不能となるが、ハッチはアートデッセイ号のマキシマオーバードライブと逆位相で動くスノーホワイトのそれを同時に起動することで開く。ゴブニュ（オグマ）と一体化しティガを道連れに自爆しようとするも、ゴブニュ（オグマ）をアートデッセイ号に倒され、ティガ（マルチタイプ）のフラッシングアタックとゼペリオン光線の連続攻撃で爆破される。

## 魔神 エノメナ
第21話「出番だデバン!」に登場。
亜空間からやって来た悪意を持つ生命体であり、異次元の魔神。両肩の角から怪電磁波ブレインバスター電磁波を放射して人間を狂暴化させ、それを見て楽しむ。怪電磁波には人間の脳内に一種の恐怖ホルモンを生成し、破壊衝動、殺人衝動を引き起こし、脳のあらゆる部分を破壊し尽くす効果がある。レナ曰く「悪魔」。また、イルマは「侵略者」と言っている。デバンと同じ亜空間種で、自分の能力を無効化するデバンを狙い、瞬間移動能力を用いて函館・仙台・水戸・東京に度々現れる。両肩の角から発する怪電磁波は、人間だけではなくティガの脳ですら危険な状態にするほどの威力を持つ。また、これを用いてレーザー攻撃の照準をずらし、着弾寸前のところで相殺させることも可能。武器は額から撃つ青熱火球と接近戦での両手の爪からの電撃。デバンを執拗に攻撃するが怒ったティガに角を破壊され、電撃を浴びせて一時的に有利に立つも額をティガ・パワーキックでつぶされ、瞬間移動能力で逃げようとするがティガ・ホールド光波で失敗。デラシウム光流で倒される。
- スーツアクター：三宅敏夫[10][11]
- デザインイメージは、落ち武者[14][49]。

## マスコット小怪獣 デバン（デバンダデバン）
第21話「出番だデバン!」に登場。
エノメナの電磁波を中和する能力を持つ怪獣でエノメナと同じ亜空間種。デパートの屋上で出会った旅回りのぬいぐるみ劇一座「ゆかいな仲間たち」に拾われ、怪獣の郵便屋さんとして一座とともに旅をしていたが、エノメナに追われ、GUTSにその存在を知られるところとなる。エノメナによって凶暴化した人たちを助けるためにエノメナの前に出たところを攻撃され、絶命したかにみえたが、実際は一座の座長がGUTSに連れて行かれることを恐れ、デバンが死亡したように見せかけただけであり、その後も一座と共に元気に暮らす。
両耳がレーダーになっており、恐怖感を覚えると発光する。稽古熱心で、当初座長からは着ぐるみを着込んでやってきた一座への入団志望者と思われていたが、実際は善良な性格とはいえ、れっきとした本物の怪獣である。名前は「出番だ」の呼び声を自分の名前と認識したもの。
- スーツアクター：田中晴美[出典 68]
- デザインの元となったのは、『ウルトラマン』の科学特捜隊の流星マークで、デザインイメージは、平成のピグモン[14][49]。
- 第21話の内容は、脚本の太田愛が子供のころに考えた怪獣ショーに本物の怪獣がいたらという空想が基になっている[106]。

### 『ウルトラマントリガー NEW GENERATION TIGA』に登場するデバン
『ウルトラマントリガー NEW GENERATION TIGA』特別総集編1「平和を守る力」、特別総集編2「宇宙を駆ける英雄」、特別総集編3「咲き乱れる悪の華」に登場。
GUTS-SELECTの隊員になるために地球を訪れた。「デバンチャンネル」の司会を担当する。
- 声：松田利冴
- スーツアクター：武田彩里

### その他の作品に登場するデバン
- 映画『新世紀2003ウルトラマン伝説 THE KING'S JUBILEE』では、ウルトラマンキングの誕生日を祝福するため、怪獣ダンサーのデバンフロアークラウンが登場し、ダンスを披露する。
- 『ウルトラ怪獣擬人化計画 ギャラクシー☆デイズ』に登場。ゼットンの友人でガマクジラのマスコットをプレゼントした。のじゃロリ口調で喋る。
- アニメ『SSSS.DYNAZENON』第7回にはデバン・ダ・デバンの着ぐるみが登場している[108][109]。
- 『ウルトラマン クロニクルD』では番組ナビゲーターとして登場[110]。GUTS-SELECT隊員になりたいと懇願して宇宙から来たが、あいにく募集を行っておらず、GUTS-SELECTの隊長・タツミセイヤからメトロン星人マルゥルの家の場所を教えてもらい、次の隊員募集が掛かるまで居候させてもらうことになった。ウルトラ戦士の話なら8時間でも話せるほど好き。

## 寄生怪獣 マグニア
第22話「霧が来る」に登場。
宇宙隕石と共に宇宙からやって来た宇宙怪獣。無数のタマネギのような小型活動体となり人々の首筋に寄生して操り、無限に生体エネルギーを吸収する。これらの小型活動体および霧は水に弱く、水に濡れると溶ける。口から高圧電流を帯びた霧（ガス）やメカを無力化させる光線を放射し、また両手の爪を使った攻撃も得意としている。体表はティガの打撃攻撃も通じない。分身である隕石から生体エネルギーを補給している限り活動が可能。隕石を破壊されて弱体化し、最後はデラシウム光流で倒される。寄生された人々はマグニアが倒された後、元に戻る。
- スーツアクター：三宅敏夫[10][11]、北岡久貴[10][11]
- デザインの元となったのは、『ウルトラマンネオス』パイロット版のころに描いた怪獣を手直ししたもので、身体各部の円形の窪みを全て目玉にする案だったが、気持ち悪いという理由で没となった[14][49]。
- ストーリーはスティーヴン・キングの小説『霧』を翻案としており、劇中でも触れられている[47]。
- 映画『大怪獣バトル ウルトラ銀河伝説 THE MOVIE』では、ベリュドラの胴体を構成する怪獣の1体となっている[39]。

### 寄生体
第22話「霧が来る」に登場。
マグニアの怪獣化直前の姿。節足動物のような足が付いた奇怪に蠢くタマネギのような姿をしており、人間の首筋に寄生して操り、生体エネルギーを吸収して本体である光る隕石の中に蓄積する。霧状の物質を伴って現れることが多い。GUTSハイパーで倒すことも可能だが、後から後から次々と出現するためホリイやダイゴを苦戦させる。後にこれら全てが霧と共に合体巨大化してマグニアとなり、ティガと対決する。
- 資料によっては名称をマグニア寄生体と表記しており[24][81]、書籍『ファンタスティックコレクション 空想特撮映像の素晴らしき世界 ウルトラマンティガ/ウルトラマンダイナ/ウルトラマンガイア』（朝日ソノラマ）では別名を宇宙生命体としている[24]。

## ナーガ
第23話「恐竜たちの星」に登場。
高度な知性を有する地球侵略を目論む異星人で、「宇宙の神」を自称している。半透明の巨大な宇宙船で飛来し、姿は見せない。戦力としては現れただけで機械類の機能をシステムダウンさせる能力を持つ。古代にも地球に出現しており、恐竜を恐竜人類やウェポナイザーに改造、恐竜人類アダムとイブがウェポナイザーのコントロールを手放した後は、自身が代わりにそのコントロール権を握り、ウェポナイザーに内蔵された中性子爆弾を使って地球上の全ての生物を滅ぼそうとするが、宇宙でウェポナイザーから除去された中性子爆弾をティガに投げ付けられ、ゼペリオン光線によって爆弾と共に円盤もろとも爆破された。
- 声：多岐川まり子
- 書籍『円谷プロ全怪獣図鑑』では、別名を恐竜人類と記載している[28]。
- 第23話の脚本を担当した武上純希によれば、当初は「現代の人類よりも前に恐竜人類が存在していて、別の宇宙に行っていたのが現代の時代によみがえった」という内容で、武上は『ウルトラセブン』の「ノンマルトの使者」をイメージした展開を構想していたが、企画担当で「ノンマルトの〜」の監督も担当した満田かずほに反対されたため、新たな「宇宙の悪」としてナーガの設定を発想した[111][112]。
- 脚本の決定稿ではナーガという名称は一切記述されていない[10][11]。

## 恐竜人類 アダム イブ
第23話「恐竜たちの星」に登場。
ナーガがステノニコサウルスを強制的に進化させた知的生命体。外見は地球人と同じだが、外見上の皮膚は人工皮膚で、その下は爬虫類状の姿になっている。どちらも強靭な耐久力と回復力を持ち、本来の皮膚はTPC一般隊員にデザートイーグルで撃たれてもまったく傷を負わず、その際剥がれた人工皮膚も短時間で治癒する。また、人間離れした身体能力を持ち合わせており、両手の鋭く尖った爪を使った攻撃を得意とする。イブがウェポナイザー1号、アダムが2号をコントロールする。決して争いを好む者たちではないものの、ナーガを神の如く信じていたが、ダイゴの「爆弾を埋め込まれてサイボーグに改造されたウェポナイザーを可哀想だと思わないのか」という指摘に信念が揺らぎはじめ、ウェポナイザーとナーガが倒された後、ダイゴから地球人との共存を提案されるが、地球を破壊しようとした自分たちの行動を理由に辞退、本来の姿に戻り、新たな故郷を探すため宇宙へと帰った。
- 出演：松田洋治（アダム）、鈴木みさと（イブ）
- 別名は「ディノサウロイド」と読む。また資料によっては恐竜人間[24]、イブのみ恐竜人イブ[113]、恐竜人[14]とも記載されている。
- デザイン段階では特殊メイクを想定しており、全身も描かれており、アダムとイブの造形物も作られていた[14][49]。

## 恐竜兵器 ウェポナイザー1号・2号
第23話「恐竜たちの星」に登場。
ナーガがタルボサウルスを改造したサイボーグ怪獣で、1号と2号では恐竜部分の体色がわずかに異なる。イブは「地球を綺麗にするもので壊すものではない」と言う。出現直前はダイナソアバレーで氷漬けの状態だったが、1号の方はイブが起動装置らしき部品を組み込んで始動させる。最初1号はイブ、2号はアダムによってそれぞれコントロールされるが、ナーガによって2体共々操ることも可能。胸部に地球上の50%の生命を死滅させる中性子爆弾を持ち、2体が接触することにより爆発する仕組みである。胸部に埋め込まれた爆弾の周囲に内蔵されているミサイルと、ティガの皮膚ですら引き裂くほどの鋭い爪と牙が武器。サイボーグであるため動きは鈍いが力は強く、全身を覆う頑強な機械の装甲はTPCの対人式移動地雷の砲撃はおろかティガの攻撃にものともせず、ティガフリーザーで凍らせてもその進行を止めることは困難なほどである。だが、2体が接近したところを変形型ハンドスラッシュで足元の地面を陥没させられ土中で大爆発し、同時に飛び出してきた中性子爆弾も、ティガによって空中で接触寸前のところで無事2個とも掴み取られ、宇宙にいるナーガを迎撃するために使われる。
- スーツアクター：三宅敏夫[10][11]、金光大輔[10][11]
- 着ぐるみは開米プロが所持していた有り物の恐竜の着ぐるみを改造したもので、流用を前提にデザインされた[出典 72]。この着ぐるみを使用するために第23話の脚本が考えられた[31]。初期ラフスケッチでは、パキケファロサウルスを元にしたデザインだったが、禿げ面のように見えることから不評だったため、ティラノサウルス系の顔となったものが決定稿となった[14][49]。
- 書籍に掲載された写真で1号と2号の胸部メカの色が異なるように見えるのは単にミサイル発射口の開閉によるもので、デザイン上の差異ではない。なお、デザイン画では生身の部分が1号は黄系、2号は赤系に彩色されていた[31]。

## 強酸怪獣 リトマルス
第24話「行け! 怪獣探険隊」に登場。
排気ガスによって生まれた怪獣。体の上の先端に棘の付いた2本の長い触手があり、逆に体の下に顔があるという、鯱のような体型をしている。自動車の排気ガスを好物としており、交通量の多い高速道路を襲った。普段は北関東に位置する利戸間町の森林の中の地面の裂け目を住み処としており、そこから強酸性の霧を放射して周辺の樹木を枯らす。町の子供である草薙雄也の妹・ユカによって前述の自身の住み処である地面の裂け目の穴に爆竹を投げられた上に石ころを蹴り入れられたことで出現する。
武器は胴体から発射する強酸液と長い触手で、その触手を用いて自身の体を持ち上げたり、胴体の強酸噴射口の上部にある「岩石角」と呼ばれる部分で敵を貫く戦法を使うことも可能。これらの能力でティガを苦しめるが、ホリイが開発した強アルカリ性の中和剤によって体内の酸を無力化され、最後はランバルト光弾を受けて爆発・昇天する。
名前も性質もリトマス試験紙がモチーフであり、出現時は体の突起の色は赤いが、体内の酸が中和されると青に変わる。
- スーツアクター：三宅敏夫 [10][11]
- デザインは第24話監督の岡田寧の『帰ってきたウルトラマン』のツインテールのような変わった形状にしたいというリクエストに基づいてデザインされた[12]。初稿の顔の位置を変更したものが決定稿となり、触手は操演で表現されているが、手が入っている感じに見えないようにするため、根元の位置を工夫している[14][49]。
- 映画『大怪獣バトル ウルトラ銀河伝説 THE MOVIE』では、百体怪獣ベリュドラの右腕を構成する怪獣の1体となっている[39]。

## 剛力怪獣 シルバゴン
第26話「虹の怪獣魔境」に登場。
獅子鼻樹海に発生した色の順が逆になっている虹を越えた先にある時空界の魔境に棲息する怪獣。頭の2本の巨大角ビッグツインホーン、全身の鱗（）に包まれたような銀色の皮膚、背中から尻尾にかけて生えている棘（）、瞳のない眼などが特徴。敵を倒すとドラミングする性質を持つ。300万馬力の腕力を持ち、頭の角を生かした頭突き攻撃、尻尾攻撃が戦力である。体皮が非常に硬く、ガギIIの赤色破壊光線やウルトラマンティガのゼペリオン光線などの直撃にも耐えられる。視力の低さが弱点で、動いていないものを視認することができない。
縄張り争いでガギIIを噛み殺し、ガギIIの作り出したバリヤーを叩き割るほどの腕力でティガを苦しめるが、前述の弱点を指摘されたティガのだるまさんがころんだの戦法で混乱し、ダメージを受けたところでウルトラヘッドクラッシャーで上半身を地面に埋め込まれて動きを封じられ、最後はティガ・バーニングダッシュを受けて爆死する。
知能は高く、ティガのゼペリオン光線やタイプチェンジのポーズを真似するも、何も起こらず駄々をこねるといったユーモラスな一面も見せる。
- スーツアクター：三宅敏夫[10][120]
- 着ぐるみはシーリザーの改造[出典 76]。尻尾には本編の大型のガギの鞭が再利用されており[出典 77]、デザイナーの丸山浩もうまく再改造できたと語っている[124][125]。
- 第26話の制作にあたってはプロデューサーから「多々良島をやってくれ」との要望が出されており、『テレビマガジン特別編集ウルトラマンティガ』ではシルバゴンを「平成のレッドキング」と称している[126]。
- 当初の脚本では「光るものに反応する」という設定だったが、第26話監督の村石宏實の提案により「動くものに反応する」という設定に変更された[126]。
- 後に登場するゴルドラスは同族の親分格という設定があり[127]、第36話脚本では「シルバゴンに似ている」などの台詞も存在していた[128][注釈 31]。形状は違うものの頭部に2本の角が生えているという身体的な共通点やシルエットの類似が見受けられる。
- 第35話のTPCの会議で超古代怪獣を説明する際、シルバゴンが取り上げられている。
- 『新ウルトラマン列伝』第15話でサンダーダランビア（SD）に紹介された際は、ラゴン（SD）に「おバカさん」と批評される。

## 妖怪 オビコ（オビコボウシ）
第27話「オビコを見た!」に登場。
普段は夜泣きそば屋の店主の姿に化けている妖怪で、元々は「お彦さま（おひこさま）」と呼ばれる神として奉られていたが、近代化によって忘れ去られて妖怪に堕した。最初は白い長髪のかつらをつけていたが、GUTSに正体を暴かれると同時に外した。
彦野町に昔から住んでいて、相棒の影法師と常に行動を共にしている。明るい場所が苦手で闇の中を移動する。背後から少年の声で「遊ぼ、オビコと遊ぼ」と呼びかけて、振り向いた人間を井戸に通じる鍋の中に入れ（劇中では夜泣きそばで食事をとった男性客が被害者になる）、髪の毛を恐怖で真っ白にさせて人々を恐れさせていた（ホリイは「振り返ると食われる」と言う）。しまいには昼間にまで暗いところを縫って現れ、人々を混乱に陥れる。しかし、オビコはいつも住んでいた場所に健康ランドが建設されるため、一連の事件を仕事納めの気でいたらしく、工事前日には影法師に「最後の夜じゃ、思うざま働こうぞ」と言っていた。GUTS隊員たちに古井戸の内部を攻撃されたために居場所を特定される。オビコを恐れ、明かりを全て消した彦野町に昔の村の幻影を見るが、ダイゴに「オビコ! あれは村じゃない」と諭される。ダイゴの言い分を嘘だと言って聞かず、怒って巨大化し彦野町を破壊しようとする。しかしティガとの戦闘中にシンジョウの「町を壊しても、もう村は戻ってこない」という言葉を聞いてダイゴの言葉が本当だったと悟って炎の涙を流し、火炎放射を放つと思い込んで咄嗟に放ったティガのハンドスラッシュにわざと当たって絶命する。その後ティガの光粒子化能力で昇天し夜の闇へと還される。
戦力として人間体時は手にしたチャルメラから放つ鳴門巻き状の光弾、巨大化時は口からの火炎放射を使う。また、闇から闇へと瞬間移動したり引いている夜泣きそばの屋台共々人間の頭上を飛び越えたりすることも可能。人間体時での走行速度はマシン・デ・ラ・ムですら追い越すほど速い。遠くの様子を見る際は蝙蝠傘とサングラスを着用した状態で立ち木の天辺に立ち、降りる際はそのまま飛び降りる。
明るいところが極端に苦手であるにもかかわらず、白昼から人間を恐れさせる行動をとっていた理由についてシンジョウとダイゴは「オビコが昔の村のことを覚えていたように、自分のことをみんなに覚えていてほしかったのではないか」と推察した。
- スーツアクター：三宅敏夫[10][11]
- 出演/人間体：赤星昇一郎
- 監督・特技監督を担当した川崎郷太は、脚本を担当した太田がオビコのイメージキャストとして常田富士男や三谷昇の名前を挙げていたことに対し「屋台を引いて走らせるのだとしたら、常田や三谷のような俳優では（年齢的に）大変だろう」と反対したという[132]。また川崎は、最終的に赤星昇一郎をキャスティングしたことについて、その前の第16話で赤星が所属する怪物ランドからメンバー2名（平光琢也・郷田ほずみ）がゲストとして出演していたことを例に挙げ、「3名のうちの2名が出演していて、残りの1名だけ出演していない」ことに違和感を感じていたところがあったことを語っている[132]。
- 脚本の太田愛は、「失ったものに心を添わせてしか生きていけない者」をテーマとしている[106][注釈 34]。また太田は、オビコの設定などは「闇に棲む者」というところから発想したと語っている[133][134]。
- 決定稿のラストシーンでは、「オビコはティガによって宇宙の闇に運ばれる」[注釈 35]というものであった[106]が、監督の川崎は「オビコは宇宙の怪獣ではなく妖怪なのに、妖怪を宇宙に運ぶというのもどこか変だろう」と考え、「ティガの放ったハンドスラッシュにわざと当たって絶命する」展開へ変更した[132]。
- 映画『大怪獣バトル ウルトラ銀河伝説 THE MOVIE』では、ベリュドラの左腕を構成する怪獣の1体となっている[39]。

## 影法師
第27話「オビコを見た!」に登場。
オビコの相棒。普段は夜泣きそばの屋台の中に隠れているが、鍋の中にも隠れることができるらしい。全身真っ黒な不定形の闇で、顔らしき物は見当たらない。また、独立した手足もなく、蛇や煙のような姿をしている。先端から火を吹く。GUTS隊員たちに居場所を特定させるために古井戸の内部を攻撃された直後は花火になる。オビコが絶命した後の消息は不明。
他に、オビコが妖怪になった事情をGUTSの面々に語る和尚（演：北相馬宏）に化けた狸も仲間である模様。
- 声：北村浩佑[10][11]
- 資料によっては、名称をカゲボウシと記述している[8]。

## 甲獣 ジョバリエ
第28話「うたかたの…」に登場。
硬い装甲に覆われた怪獣。2本の角エレキホーンがあり、外見としてはクワガタムシかアリジゴクに近い。電磁波の異常で現れた模様で、目的は一切不明。手ビートルアームは穴を掘るために分厚い鎌や鰭（ひれ）のような形をしている。足は100万馬力のパワーを生み出す強力な筋肉を持つ。角を下げると青い稲妻形の光線が出る。戦車部隊を破壊するときは直接当てて爆発させるが、ティガと戦う際は、空中の電磁波の影響で、天空で爆発が発生し、花火のような状態になって降ってくる。TPCの攻撃で生き埋めとなり、山中に頭部だけ出していたが、活動を再開し、TPCの戦車部隊を壊滅に追い込む。ティガとの戦闘で片方の角を破壊されるも両腕で捕まえ扼殺しようとするが、最後はティガのウルトラヒートハッグで粉々にされる。
- スーツアクター：金光大輔[10][11]
- 着ぐるみはアトラクション用のレッドキングの頭部とムザン星人の胴体の改造[出典 82]。電飾がない目にしている[14][138]。

## クルス・マヤ
第29話「青い夜の記憶」に登場。
カルト的人気を持つ歌手。正体はナターン星人に母星を滅ぼされた異星人で、15年前に交通事故で死亡した少女に乗り移っていた。ナターン星人が倒された後、シンジョウの体に宿った兄に地球に残るよう諭され、歌手を続けることを選ぶ。
- 出演：田中規子

## 侵略宇宙人 ナターン星人
第29話「青い夜の記憶」に登場。
元々友好関係にあったクルス・マヤの故郷の惑星を侵略し、彼女の家族を殺害した宇宙人。そして彼女と自星から脱走した捕虜であるその兄がいた地球に行き、円盤をGUTSに撃墜されるが殺害した地球人男性に憑依して「ナターン星正義のために彼らは死ななければならない」と豪語し、兄が乗り移ったシンジョウを撃ち、兄を殺害。その後一緒にいたダイゴを襲おうとするが、まだ死んでいなかった兄に気を取られた隙に返り討ちにされる。その後男性から離れ、巨大化してティガと対決するが全く歯が立たず逃走するも、最後はゼペリオン光線で腹部に大穴を空けられて爆死する。
戦力として憑依時は奇妙な形をした銃、巨大化時は両手から破壊光線アーム光線を放つがティガには効かない。
- スーツアクター：三宅敏夫[10][11]
- 頭部の丸い玉が目に見えるようになっており、その下にあるのが本物の目となっている[14][138]。
- 口の開閉ギミックは第29話監督の原田昌樹の提案により、断末魔を表現するために設けられた[12]。
- 『ウルトラマンダイナ』第46話では、画面には登場しないが謎の宇宙植物の作り出した幻影が出現したことが語られている。

## 変異怪獣 キングモーラット
第30話「怪獣動物園」に登場。
地底の廃棄物に含まれていた汚染物質で突然変異したモグラネズミ。戦意はなく、空腹のために牛を食べようとビラ動物園ファームランド付近の地中から現れる。夜行性であるため、光に弱く昼間は活動停止して寝ているが、夜になると目が輝き、前歯が伸びて進撃を開始する。ホリイは「いきなり地中から出て来て、腹空かせてグーグー、人騒がせな怪獣」と評する。両耳から破壊光線（電磁波）を放射できる。ティガとの交戦の末、ゼペリオン光線で止めを刺されそうになるが、レナに制止され、最後はティガ・マルチタイプのウルトラフィックスで宥められ、セルチェンジビームによって細胞を元と同じ比率で縮小されてモーラットになる。
- スーツアクター：金光大輔[10][11]
- 耳はルナチクスをモチーフにしている[14][138]。現場では毛皮が剥れたネズミのようだという評判だった[14][138]。

### モーラット
第30話「怪獣動物園」に登場。
キングモーラットがセルチェンジビームによって小さくなった姿。愛称は「モラちゃん」で、ビラ動物園の飼育係の山本さんに飼われることになる。名前の由来はMole（モール＝モグラ）とRat（ラット＝ネズミ）からホリイが命名する。性格は温厚であり、ダイゴは「怪獣ではなく動物」と評する。事件が終息した後もビラ動物園で元気に暮らす。
- 書籍によっては、別名をモグラネズミと表記している[26][142]。
- デザインモチーフは、ネズミ[14][138]。

## 人工生命体 ビザーモ
第31話「襲われたGUTS基地」に登場。
惑星ビザーモの遺伝子操作による科学力で大気浄化用に作られたアメーバ状の人工生命体。ホリイ曰く、「許されざる命」。南極で発見された珊瑚状の隕石の中から発見された。二酸化炭素を吸い込み酸素を大量に放出し電気エネルギーによって自身の細胞を分裂させて際限なく増殖する。これによって生物工学研究所の研究員たちを酸素中毒で気絶させる。
高度な電子機器類と同化し、進化してきた存在で、かつて自身を作り出した惑星ビザーモも滅ぼしている。コンピューターや人間の知識を読み取ることができるため高い知能を持つが、慈悲の「心」は持っておらず、繁殖の妨げになるとして共存を提唱したホリイたちを攻撃する。コンピューターに侵入して操ったり、ブラックアウトしたり、PDIに侵入したり、自分や人間の映像も作ることもでき、人類との会話はノートパソコンの画面に打った文字やモニターに映した映像を通じて行う。
ホリイの画像を合成してヤズミに自分の入り込んだコンピューターをTPCのメインコンピューターに接続させ、メインコンピューターを操作してGUTS基地を大混乱に陥れる。ホリイを襲った個体は人間大まで成長した後にGUTSハイパーで倒されるが、PDIに侵入した別の個体はレナごとガッツウイング2号を乗っ取った後、高純度エネルギー発電施設の電気エネルギーを大量に吸い込み増殖、巨大化。地球上の電気エネルギーを全て吸い尽くそうと企む。
目や腕から放つ電撃や腹部の口からの電撃光弾、顔面先端と腕から発生させるゼペリオン光線やティガ・マルチキックも防ぐ電気エネルギー・バリヤーでティガを苦戦させるが、腕をもがれてバリヤーが使えなくされ、キックで目の部分を切断され、放った電撃光弾をティガ・ホールド光波で撃ち返されたところをデラシウム光流で倒される。倒された後も、ムナカタ副隊長のPDIに偽ダイゴの姿でアクセスしてきて、レナを一時驚かせるという最後の抵抗を見せたが、取り落とした瞬間に、ノイズと共に今度こそ完全に消滅した。
- 声：麻生智久
- スーツアクター：金光大輔[10][11]
- 書籍によっては、ビザーモが怪獣化する直前の姿を惑星ビザーモの生命体と記載している[出典 88]。
- デザインモチーフは、気持ち悪い系のアメーバ[14][138]。
- 『小説・ウルトラマンティガ 白狐の森』に登場する福留夢子の父親は、ビザーモの研究中に酸素中毒で命を落としていることが作中で語られる。同小説の文庫版では、テレビ版第31話の前日譚に相当する短編作品『惑星ビザーモの滅亡』が併録されている。

## 怪鳥 シーラ（シーラキート）
第32話「ゼルダポイントの攻防」に登場。
爆発性ガス・ゼルダガスの開発者である根津博士の娘・アサミの飼っていたオカメインコのシーラが、ゼルダガス爆発事故による突然変異で怪獣化した姿。北海道羅臼岳から出現する。青い眼と両頬が橙色になっているのが特徴。毎時1500キロメートルの速度で空中を飛行し、口から黄色破壊光線と吸引光線を放射し、鋼鉄よりも硬い爪ブレードクローを使った攻撃を得意とする。ゼルダポイントめがけて飛行していたことから、アサミの命を奪ったゼルダガスを憎み、ゼルダガスが格納されているゼルダポイントを狙っていると思われGUTSやティガから攻撃され致命傷を負う。しかし、本当の目的は自らを犠牲にゼルダガスをこの世から消滅させることであり、そのすべてを体内に取り込んで力尽きた後はGUTSによって宇宙へ運ばれる。最後は発作によって死亡した根津博士の魂と一体化して光の鳥と化し、アサミの魂と共にティガの作り出した光の道に導かれて飛び立ち、昇天する。
- スーツアクター：三宅敏夫[10][11]
- 本来の姿が先に描かれ、それがボロボロになるような形が決定稿となった[14][138]。

## 吸血魔獣 キュラノス
第33話「吸血都市」に登場。
感染した者を吸血鬼に変貌させる細菌を広がらせた黒幕であり、南米からやって来た吸血鬼一族の守護神。人間に噛み付き、吸血鬼を増やしてゆく。しかし、そのうちの一人ハヅキ・ユキナが捨て身の覚悟でカーテンを開け日光を浴びたため、キュラノスは自ら巨大化し、ティガと戦う。黒雲を発生させ、地上を闇で包み込む。武器は大きな翼バットウイングから繰り出す突風攻撃や、鋭い牙吸血牙で首筋に噛み付いてのエネルギー吸収能力、そして牙で噛み付いた者を操らせる目からの超音波（催眠光線）。ティガもこの音波で苦戦させるが、ユキナの先輩だったオノダ・タケヒコとムナカタに銃で目を潰され、逃げようとしたところをウルトラフィックスで止められ、ゼペリオン光線で倒され炎上。空を覆い尽くしていた闇も同時に消え去る。
- スーツアクター：三宅敏夫[10][11]
- 脚本ではオルロッグという名称であった[10][11]。
- デザインベースは、コウモリで白い羽を腕だけでなく体の途中から足にかけて生えさせることで体を細く見えるようにデザインされた[14][138]。

## 美しき夜の種族
第33話「吸血都市」に登場。
キュラノスに操られていた南米の奇病に感染して吸血鬼化した人間たち。湾岸の旧ディスコを根城とする。人間を下等生物と見下している。吸血鬼を増やしてゆく。紫外線を浴びると体内の吸血鬼細菌が死に、死体に戻る。劇中に出てきた全てのメンバーがGUTS隊員たちによって撃退される。リーダーはダイゴを闇が充満している棺桶の世界へ誘い変身不能にして追い詰めるが、吸血鬼にされた者の一人であるユキナが採り入れた日光を浴び消滅する。
- 出演/リーダー：白国秀樹
- 書籍によっては、名称を吸血人間[26][142]、キュラノスのエージェント[10][11]と表記している。

## 生体兵器 デシモニア
第34話「南の涯てまで」に登場。
突然クリオモス島に現れた不思議な形をしている生体兵器で、その実態はデシモ星系人が合体した姿。外見は臓器を持つオブジェに近い。無数の小型デシモニアが会議のため島に集まった世界各国のTPC幹部たちを拘束した。弱点でもある臓器がむき出しになっているが、戦闘時は装甲板で隠すことも可能。装甲板はティガのハンドスラッシュやガッツウイング2号のデキサスビームも防ぐほど頑丈。ダイゴにバリア発生装置を破壊されたことで出現する。武器は大型、小型と共に上部の突起から発射するミサイル状の破壊光弾と臓器の部分を装甲板で保護した状態で繰り出す空中飛行体当たり。最後は、小型の半分ぐらいはヨシオカ長官との銃撃戦で消滅し、会議室にいた小型デシモニアはデシモニアの中に入り宇宙空間へ逃げようとするが、ティガのゼペリオン光線とアートデッセイのデラック砲で倒される。
- デザインイメージは、平成のブルトン[14][138]。

### 生体兵器 小型デシモニア
第34話「南の涯てまで」、第35話「眠りの乙女」に登場。
大型のデシモニアによってコントロールされている小型の生体兵器。複数体存在する。戦力は基本的に大型と同じ頭頂部の突端から発射する光弾。人間に化けることもでき、偽のサワイ総監に化けて自身を国家元首とするクリオモス諸島独立国家を建設し、さらにTPCを世界行政機関に移行して地球を裏から操ろうとするが、ティガとGUTSとヨシオカ長官の活躍により計画は未然に防がれ、失敗に終わる。また、後に登場するデシモ星系人もこの姿に変化することができる。
- 劇中では「生体兵器」と呼称される。

## 超宇宙人 デシモ星系人
第35話「眠りの乙女」に登場。
24年前にTPCアジアに回収された、コードネーム「眠りの乙女」を持つ地球外生命体。棺の中で冷凍保存されていたが、意識だけはあるようで自身の幻影で人間を悩まし、ぞぞ髪立たせる。外見はリトルグレイタイプ。デシモニアを操っていた張本人であり、小型デシモニアの姿で行動することもできる。レナの意識を支配し、グワームに乗り移るが、グワームが倒された後どうなったかは不明。
戦力として電撃を使う。超古代文明のことを知っているらしく、ダイゴに「貴方の仲間は皆帰っちゃったのよ」と供述する。
- リトルグレイを意識している[14][138]。

## 宇宙鋼鉄竜 グワーム
第35話「眠りの乙女」に登場。
18年前に地球に来たデシモ星系人の仲間が崑崙山脈の地底深くに隠していた竜の姿をした生体兵器で、口から地球の大気を別の気体に変える赤い大気改造ガスを放射する。デシモ星系人が小型デシモニア・デシモニアブレインとなって額に取り憑いて起動する。デシモ星系人はこれを使って地球の大気を全て変えようと企み、出身地である崑崙山脈の気流は世界各地に流れる仕組みとなっている。体表は非常に硬くガッツウイング1号のニードルですら跳ね返す。頭部にいたデシモ星系人に乗り移られたレナをティガがスラップショットで小型デシモニアごと救い出した後、ガッツウイング2号のデキサスビームを受けて自身だけ倒される。
- スーツアクター：金光大輔[10][11]
- 顔はナースを意識しており、表面はデシモニアと同じ要素を入れている[14][138]。後ろ足を隠すため、垂れ下がった羽を入れている[14][138]。
- 着ぐるみはキングモーラットの改造[31]。
- 脚本の初稿では、当初の姿は巨大な棺桶であり、その姿のままTPC本部めがけて落下していくという展開が描かれていた[42]。

## 超力怪獣 ゴルドラス
第36話「時空をこえた微笑」に登場。
時空界から現れた怪獣。当初は時空界から稲妻と共に一瞬だけしか姿を現わさないが、マグナス1とグラバス2の反時空界エネルギーを照射されたことで完全に実体化する。時空を歪ませる能力があり、世界各地のミステリースポットの磁場をエリア桜ヶ丘に集めようとし、その結果、過去の人間や物体（スペースシャトル・輸送船・米軍のA-10攻撃機など）が現れる事件が発生する。武器は角スパークホーンから発する閃光と破壊光線。他、体の前面に球状のバリヤーを張ってティガの攻撃を防御・反射する。ティガを苦しめるが、角が光った後の0.3秒はバリヤーを張れないスキを突かれてGUTSのデキサスビームで角を破壊され、そのままティガのデラシウム光流を受け、ガラス状に四散しつつ時空界と共に消滅する。
- スーツアクター：三宅敏夫[10][11]、金光大輔[10][11]
- 設定上はシルバゴンの同族にして親分格とされ[出典 99]、脚本では「シルバゴンに似ている」などの台詞も存在していた[149][注釈 43]が、劇中では言及されなかった[127]。形状は違うものの頭部に2本の角が生えているという身体的な共通点やシルエットの類似が見受けられる[14]。劇中ではホリイ隊員が「磁場の乱れやすい場所」としてシルバゴンのいた獅子鼻樹海を挙げているのが僅かな繋がりとなっている。

### キングゴルドラス
映画『大決戦!超ウルトラ8兄弟』に登場。
スーパーヒッポリト星人がキングシルバゴンと同じ目的で放った怪獣で、横浜市の市街で破壊の限りを尽くす。本来はシルバゴンと同種族の怪獣で、かつてウルトラマンティガに倒されたゴルドラスの同族に生体改造を施して強化したものである。従来のゴルドラスでは小さい突起だった、肩や肘の刺や鼻先の角、そして膝の刺や足の爪がより鋭く伸びている。さらに頭部も非常に小さく、顔つきもよりシャープになり、体格も全体的に筋肉質になっているなど、初代のゴルドラスとは別の怪獣のような力強い印象の姿になっている。シルバゴンに勝るとも劣らない怪力と防御力を有し、自身の意志で自在にコントロールして周囲の障害物を避け、2本の角先をスパークさせて放つ対象に確実にヒットさせる破壊雷光ゴルドニック・サンダーを攻撃技として使う。他にも両腕で体の周囲に不可視のバリヤーを形成し、相手の攻撃を防ぐ。変身したティガをキングシルバゴンとタッグを組んで挟み撃ちにし、さらにキングシルバゴンのデモリション・フレイムと自身のゴルドニック・サンダーの同時発射で苦しめるが、そこにダイナとガイアも加わり、ウルトラ戦士3人との対決になる。自身はガイアと戦い、最後はフォトンエッジで倒される。その後、影法師の手によって悪意のエネルギーと他の怪獣軍団の残存エネルギーと融合させられ、キングシルバゴン共々ギガキマイラの首と腕と腰の付け根になる。
- スーツアクター：西村郎[153]
- デザインは酉澤安施。キングシルバゴンとの違いを明確にするため、首を延ばして頭を小さくしている[155]。体表も厚い象皮をイメージしたキングシルバゴンと対象的な鉱物をイメージしたものとなっている[155]。
- キングシルバゴンとキングゴルドラスの登場シーンは怪獣映画を意識した演出がなされている[156]。

#### 『大怪獣バトル ウルトラ銀河伝説 THE MOVIE』に登場するキングゴルドラス
映画『大怪獣バトル ウルトラ銀河伝説 THE MOVIE』に登場。
ウルトラマンベリアルのギガバトルナイザーの力で怪獣墓場から復活し、ベリアル配下の怪獣軍団の1体となる。今作でもキングシルバゴンと共に行動し、最初は初代ウルトラマンと激突。その後、満身創痍のウルトラセブンを襲うが、力を振り絞ったセブンのアイスラッガーでキングシルバゴン共々切り裂かれ爆死する。
また、初代ゴルドラスがベリュドラの胴体を構成する怪獣の1体となっている。

### その他の作品に登場するゴルドラス
- 『ウルトラマンゼロ&オールスターウルトラマン超絶!ウルトラリーグ』（『テレビマガジン』2011年6月号掲載分）では下記のキングゴルドラスが怪獣軍団の1体としてウルティメイトフォースゼロを襲う。
- 『ウルトラゾーン』第17話のアイキャッチでは、シルバゴンとともにシカに鹿せんべいを与えようとする姿が描かれている[158]。

## 謀略宇宙人 マノン星人
第37話「花」に登場。
砂漠化が進むレスカウト星雲マノン星から移住するための環境の良い星を探し、地球を見つけて侵略しようとする地球移住の偵察隊の宇宙人。花見の場所であるXポイントにレーダーには全く映らない花びらのような「絶縁撹乱物体」（ジャミングシステム）を振り撒いて電波障害を引き起こす。等身大時では銀色の鎧のようなものを付けているが、巨大化時は鎧を着用しない。地球侵略に邪魔なGUTSを滅ぼそうと、和服姿の女性に化けて花見中のGUTSに近づき、イルマを捕らえてGUTSの防衛システムを聞き出そうとする。ティガにイルマを奪還されると、一体（侍女）はハンドスラッシュで倒され、もう一体（令嬢）は巨大化して戦うが、最後はウルトラシールドで跳ね返った自分の光弾に当たり、ゼペリオン光線で倒される。
武器は敵を痺れさせる効果のある等身大時の発光する長い電撃棒（レーザー棒）と、そのレーザー棒の切っ先や掌から放つ赤い光弾。
作中に登場する二体は、当初野点を装って現れ、桜について「美しい」と述べるなど、ナレーターに「雅な宇宙人」と評される。
- 出演/令嬢：冨田昌則[出典 103]、侍女：角秀一[出典 103]、令嬢人間体：三輪ひとみ、侍女人間体：原知佐子
- モチーフは歌舞伎役者[31]。また戦闘中にも歌舞伎の舞台を使った演出が取り入れられており、劇中では上から吊った笊で舞台に紙吹雪を散らすシーンも見受けられる。
- デザイン：池谷仙克

### その他の作品に登場するマノン星人
- 『ウルトラマンダイナ』第46話では、画面には登場しないが謎の宇宙植物の作り出した幻影が出現したことが語られている。
- 漫画『酩酊!怪獣酒場2nd』では、46話に登場。怪獣酒場のアルバイト・与謝野ハルに化けダークルギエルを毒殺しようとするが、爪の長さから偽物と見破られスパークドールズに変えられる。

## 蜃気楼怪獣 ファルドン
第38話「蜃気楼の怪獣」に登場。
デスモンが現れてから1か月後にポイントG14地区に現れた怪獣。劇中では「幻の怪獣」と呼ばれている。陽炎の中に現れてはすぐに消えるといわれ、たびたび蜃気楼となるが、ついに実体化し、暴れ回る。武器は大きな鋏シザーハンドと鼻先から放つ青い破壊光線。また、背中の縦に割れた裂け目から放つ光線によって生み出した蜃気楼によって敵の視界を奪うだけでなく、自らの蜃気楼を自由な場所に投射し、蜃気楼と実体を入れ替えることもできる。これらの能力でGUTSやティガを翻弄するが、イルマの乗るガッツウイング1号の決死の体当たりによって実体を見抜かれ、最後はティガのランバルト光弾を受けて消滅する。
- スーツアクター：三宅敏夫[10][11]
- 第38話の脚本を担当した大西信介によると、元々第38話は大西が大学4年の時、『ウルトラマン80』に脚本として送ったものが原型であったとのこと[161][162]。大西によれば、『80』の初期のころに「人間の心がマイナスエネルギーを生み出す」という設定があり、ファルドンの設定や第38話の展開はその設定から発想させたものとしている[161][162]。
- 蜃気楼怪獣という設定のため、虹色が滲んでいる様を色彩で表現している[14][138]。

## 奇獣 デスモン
第38話「蜃気楼の怪獣」に登場。
ファルドンが現れる1か月前に複数で現れた謎の生物。設定上では、アンドロポフ星系から飛来した宇宙細菌に感染したサカサクラゲがマキシマの超微粒子を浴びて突然変異したとされ、高濃度の酸素を撒き散らすとしている。
劇中ではタツムラ参謀がイルマに見せたGUTSの戦闘記録の画像データのみの登場である。1か月前の戦闘の際には戦車隊などTPCにかなりの被害を与えたらしいが、タツムラ参謀が「幸いティガの力を借りずに済んだ」と発言したことから、TPCとGUTSが独力で掃討したことが示唆されている。
- デザインは『ネオス』パイロット版のころに描いた怪獣がベースとなっている[14][138][138]。
- 『ウルトラマンタイガ』第15話にて、チブル星人マブゼが捕らえていた怪獣の中にデスモンの姿が確認できる[163]。

## 超古代怪獣 ガルラ
第39話「拝啓ウルトラマン様」に登場。
ゴルザやメルバと同族の超古代怪獣で、タイプCに分類される。敵をねじ伏せる怪力とガッツウイングの液体窒素を相殺するほどの角からの強力な光線が武器で、カウンターアタックアーマーと呼ばれる鎧のような頑強な皮膚で全身が守られており、劇中ではシンジョウに「ジョバリエよりも（硬さが）上」と評される非常に硬い体表は、ティガスライサーすら受け付けない。ホリイ曰く、「地底は奴の無限のフィールド」。度重なるレーザー攻撃や、2機のガッツウイング2号による真上からの徹甲弾集中放射など、GUTSの攻撃も全く通用しない。両目は黒いフードで保護されている。
ティガとの1回目の戦闘時は、ゼペリオン光線を受ける寸前に地面を掘って逃走。しかし、その後現れた超能力者キリノに出現場所を予言され、その通りの場所に現れて再び暴れ回る。ダイゴの正体を知るキリノとダイゴとの賭けの対象として扱われ、ダイゴは変身せずに戦うことを余儀なくされる。街の被害を食い止めるため、やむなく変身したティガとの2回目の戦闘でもその力を見せつけ、熱線と怪力、堅い身体でティガを追い詰めるが、唯一喉が弱点であることをキリノが透視してティガに助言。ピンポイントで放たれたゼペリオン光線を喉に受けて倒れ、痙攣を起こしながら絶命する。
- スーツアクター：北岡久貴[10][11]
- ゴルザとメルバ同様、超古代怪獣の設定のため、黒い斑点を入れている[14][138]。
- 着ぐるみはエボリュウの改造[出典 110]。エボリュウとは頭部の位置が異なるため改修には手間がかかったとされる[12]。
- 『小説 ティガ・ダイナ&ウルトラマンガイア 超時空のアドベンチャー』では小型の翼竜型の怪獣が飛び交う世界を訪れたチャリジャが捕獲し『ウルトラマンティガ・ウルトラマンダイナ&ウルトラマンガイア 超時空の大決戦』の舞台となった地球で赤い球を確保するための戦力として使役した。ガッツイーグルに気を取られた隙に、ダイゴの操縦するガッツウイングに喉を攻撃され倒された。残存した細胞はチャリジャによりカイザーギラレス13世をデーモンギラレス14世に強化するために利用された。
- 『ウルトラマントリガー NEW GENERATION TIGA』に登場する壁画にはガルラをイメージしたものが描かれている[33]。

## 夢幻怪獣 バクゴン
第40話「夢」に登場。
特殊な人間の脳波に反応する宇宙線モルフェウスDによって建築技師のイクタカツマが見た夢に出現した怪獣が具現化したもの。イクタが通院していたドクトル・チヒロ（演：嶋田久作）のマンションの外観がモデル。口から光線を吐く。出現当初はモノクロだが、イクタの積り積もった恨みや妬みの力によって徐々にパートカラー、フルカラーへと変貌していく。実体が無い現実世界では物理的攻撃が当たらず、ティガも翻弄される。人々を恐怖に陥れるが、デラムの車内で眠りに入ったダイゴが夢の世界で変身したティガのタイマーフラッシュスペシャルで倒される。戦いの後、イクタはGUTSに拘束され、ダイゴは敵前逃亡したと誤解され、後日イルマ隊長から説教を受ける羽目になった。
- スーツアクター：金塚裕[出典 113]
- 本話を監督した実相寺昭雄が『ウルトラQ』用に書いた「バクたる」に登場する子供の夢を食べる怪獣をモチーフとしている[165]。実相寺によれば、その「バクたる」に登場する怪獣の名前はバクゴンと全く同じであり、『夢を見られなくなってしまった子供たちがバクゴンによって遠い世界に連れていかれる』という展開を考えていたとのことであるが、生原稿の段階で没になってしまったために詳細なあらすじなどは自身も把握していないという[166][167]。
- テレビアニメ『SSSS.GRIDMAN』第9話では、内海将がバクゴンのソフビを購入している[168][102]。同話は夢の中の世界で展開することから、夢にまつわる怪獣でまとめられている[168][102]。

## パラサイト宇宙人 イルド
第41話「宇宙からの友」に登場。
一つの巨大な脳と意識を一族全員で共有することによって個を捨てた宇宙人。脳から伸ばす三本指の触手でイルド化の遺伝子を他の知的生命体に植え付けてイルド化させて仲間を増やす。シンジョウの旧友イヌイとキノサキの乗っていた宇宙船ロムルス号を襲撃したイルドは奇妙な「イルドの塔」と呼ばれる塔の形状をした宇宙船で地球に飛来し、人類へ「争いや、競争もしない世界へ」とイルドとの共生を誘う。しかしその実体は一人一人の脳を捨て塔の中の集合脳によって繋がるというもの。そのイルドの塔の中にある巨大脳の指令で動いている。終盤で本性を現し、GUTSによって塔の一部が破壊されたため4体が合体して巨大化。右掌から光弾を発射するが戦闘能力は低く、騙された人間たちを塔に閉じ込めて人質にし、攻撃できないティガを空中からの強烈な両足キックでいたぶる。だが、シンジョウの捨て身の作戦とGUTSの連携により塔の中の脳は破壊され、自身も人質の無事を確認したティガのゼペリオン光線で倒される。地上で活動していたイルドの一部もシンジョウに掃討される。
- スーツアクター：北岡久貴[10][11]、谷口繁男（等身大）[10][11]
- 声：伊倉一恵、石川英郎
- 頭部は新規造形で、着ぐるみはアトラクション用のウルトラマングレートのスーツを改造したもの[出典 116]。丸山浩は自身のTwitter（2011年9月14日分）にて、イーヴィルティガのスーツを新規造形にすることをプロデューサーに了承してもらう交換条件として、予算削減できる前提でイルドがデザインされた結果と述べている[出典 117]。
- 脚本ではグノンという名称であった[10][11]。

### 巨大脳
第41話「宇宙からの友」に登場。
イルドの塔の内部天辺にある巨大な脳。イルドたちはこの巨大脳の指令で動いている。イルドが受けたダメージを内部に捕らえられた人間たちに同調させ、人間たちにまでダメージが伝わるようにして事実上の人質とする。同じように捕らえられたシンジョウの口車に乗って同化触手を伸ばそうとしたところをシンジョウに撃たれてダメージを負い、その隙にガッツウイングEX-Jα号のハイパーコールドビームとβ号のハイパーメルトガンの攻撃を受けて粉砕される。
- 準備稿では、塔内部に拉致された人々が「イルドに同化せよ」とシンジョウに復唱する場面は存在しなかった[10][11]。

## バイオコンピューター カレンE-90
第42話「少女が消えた街」に登場。
町自体が巨大なゲーム施設となったゲーム都市「タウン」を管理していたバイオコンピューターだが、いつの間にか自我を持ち、この世の支配者になろうと画策する。ヤズミをテリトリーである「タウン」におびき寄せ、脳をハッキングすることでTPCのメインコンピュータのパスワードを盗み出してハッキングし、宇宙ステーション・デルタやアートデッセイ号を遠隔操作して人類の抹殺を図ろうとする。
「タウン」の中では少女の姿をした仮想人格カレンとして行動しており、戦力として目から紫色の電撃光線を使う。「タウン」の住民は、全てカレンにマインド・コントロールされている。ヤズミが「タウン」オーナーの加藤を倒した直後に本性を表し、サタンファイバスに変身してティガと戦うが、ヤズミの説得に一瞬だけ動きを止め、ティガに倒される。最後はヤズミに「アリガトウ」の言葉を残す。
なお、ヤズミと最初に接触したシーンでは髪を結っているが、その次のシーンでは髪を下ろしている。
- 出演：栗栖ゆきな

### メカ生命体 ファイバス（サタンファイバス）
第42話「少女が消えた街」に登場。
カレンが怒って変化した戦闘形態。カレンE-90は「世界に君臨する神の姿」と呼ぶ。カレンの仮想人格もこの中にある。電子回路基板を寄せ集めたかのような外見をしている。衛星からの電波を妨害し、G2地区を始めとした各地の街の映像回線や通信回線を妨害し、携帯電話すら通話不能にして各地の交通幹線を混乱させる。実態が超高性能コンピューターのため処理能力に優れ、ティガの攻撃を完全に見切って避けたり跳ね返したりする。人間を邪魔なバグと考えており、それらを排除することが目的。体表は非常に硬く、丈夫であり、GUTSハイパーの直撃にも耐える。凄まじい超怪力でティガを襲うが、最後はゼペリオン光線で消滅する。
空間に山や飛行機などの立体映像を投影することができ、これで救援に駆けつけたガッツウイング1号や2号を妨害する。
- スーツアクター：三宅敏夫[10][11]
- 書籍では「カレンE-90が作り出したロボット」と表記される場合が多い[出典 120]。
- 胸に第2の腕を付けたり、人型を消している[14][138]。

## 地中鮫 ゲオザーク
第43話「地の鮫」に登場。
熊本に現れたマサキ・ケイゴが製作した鮫型のロボット。目的は光の巨人の石像を探すだけではなく、ティガを熊本に誘き寄せるためだったと思われる。背鰭を出しながら地中を掘り進み、イーヴィルティガの石像を探すために使われる。また、目には遠隔操作をしているマサキ・ケイゴの姿が映る。戦闘用としても優秀で、武器は口先から放つ青色破壊光線と尾鰭（おびれ）を使った攻撃と鼻先の鋭さを活かした空中飛行体当たりである。他にも背鰭からのリング状の光線でダイゴのガッツウイング1号の全機能を一時的に停止させる能力も持つ。また、背鰭で熊本名物の路面電車を蹴散らし、大窪橋を寸断し、ゴルフ場のコースですら平然と突き進んだ挙句、三井グリーンランドまで迫る。街中でも構わず暴れ回ったためGUTSに攻撃されティガに土中から引きずり出された後、2回目のデラシウム光流によって倒される。
- スーツアクター：三宅敏夫[10][11]、北岡久貴[10][11]
- 劇中のナレーションでは「地底鮫（）」と呼ばれる。
- デザインは丸山浩と第43話監督の村石宏實との間で冒険的なデザインへの挑戦が目指された[12]。地上に身体の一部分が出ている怪獣のため、引きずり出すと全く違うものが出てくるが、定石通りにサメの怪獣となった[14][138]。
- 『ウルトラマン Fighting Evolution 3』ではイーヴィルティガの手下とされ、地中から背鰭のみを出して登場している。この時名前が「ゲオザーグ」となっている。

## イーヴィルティガ
第44話「影を継ぐもの」に登場。
熊本の地下洞窟の超古代神殿でティガの巨人像と同様の石像を見つけたマサキ・ケイゴが、ダイゴのスパークレンスを奪って光遺伝子コンバーター（光遺伝子変換システム）の力で無理矢理巨人像と同化した結果、間違った心によって光エネルギーに耐えきれなくなって暴走し、悪の巨人になった姿。声はティガより野太くカラータイマー音も異なり、タイプチェンジ能力は備えていない。石像はサイテックビル地下神殿に保管されていた。
本来は超古代文明で光の巨人として戦っていた戦士で、サイテック・コーポレーションが流した音声では自身を「進化した人類」と呼称し、「愚かしい旧人類は自身に導かれることだけが生き残れる道だ」とも発言するが、これはマサキ・ケイゴの意思によるものである。
ホリイ曰く「自分の心が巨人の力に負けて」しまったため暴走。制止しようとしたガーディーを倒し、駆けつけたティガの怒りを買ってそのまま一騎討ちになる。マサキ・ケイゴが身につけていた格闘技で一進一退の攻防を展開するも、最後はウルトラブレーンチョップで大きいダメージを受けたところに、セルチェンジビームとの複合で粒子状にしたゼペリオン光線を受けて倒され、光の粒子状になって消滅する。マサキ・ケイゴは発狂したまま解放されており、TPCに拘束される。
この巨人に変身するためにマサキ・ケイゴが培ったデータは最終回でティガの復活に使われたが結局は失敗する。消滅した巨人の残骸はTPCによって回収されるが、ネオフロンティア時代で『ウルトラマンダイナ』の人造ウルトラマン テラノイドの石像を造るために利用されてしまう。
能力・技
イーヴィルショット
黒色の必殺光線。両手を引いてから大きく広げてエネルギーを集約し、狭めながら交差させて両手を逆L字に組んで左腕全体から発射する。エネルギーを集中させる時から発射まで全てのポーズがティガと正反対となっている。戦闘終盤ではエネルギー不足により不発に終わる。
イーヴィルビーム
右拳もしくは両拳から放つ紫色の手裏剣光弾。ビルを次々と破壊し、ガーディーにこれで止めを刺す。
イーヴィルバリヤー
紫色の円形の防御壁を身体の前面に展開させた上、それを180度回転させて敵の攻撃を跳ね返す。ガッツウイングEX-Jのビーム攻撃をこれで防ぎ、反射する。
イーヴィルパンチ
一撃でティガを数千メートル後ろに吹き飛ばすほどの強力なパンチ攻撃を放つ。
イーヴィルキック
ティガにダメージを与えるが、自分自身もティガのウルトラブレーンチョップを受け倒れる。設定によるとその威力は巨大なビルも一蹴りで崩すほどだとされる。
イーヴィルフライト
一瞬で上空高く飛び上がり、空中を超高速で飛行する。飛行速度はティガ・マルチタイプと同様のマッハ5。
- スーツアクター：中村浩二[出典 126]、権藤俊輔[175]
- 声：高良隆志（掛け声のみ）
- マサキ・ケイゴ：高良隆志
- デザインはティガのNGデザインをリファインしたもの[31]。ティガのマスター原型を改造して造形し、目もティガと同様のものを使用しているが、クールな感じにするため、目をブルーにして隈取りで鋭い目つきにしたものが一度は決定稿となり、雛形も作られたが、ウルトラマンシャドーと被るため、黒い部分を少なくし、雛形を塗り直すこととなった[14][138]。また、監督の村石の発案でグラデーションで目の鋭さをさらに増している[138]。カラータイマーも黒で周囲を塗装している[138]。デザイナーの丸山浩は「黒いウルトラマン」という案を『ウルトラマンネオス』のころから検討していた[12]。準備稿ではティガとの区別のため額のクリスタルは付けられていなかった[12]。
- スーツは新規造形。丸山浩は自身のTwitter（2011年9月14日分）にて、製作側ではティガのスーツを改造する予定だったが、丸山の思い入れもあり、プロデューサーに頼み込んでデザイン・造形を新規で作らせてもらったと述べている[170]。
- 脚本を担当した小中千昭はイーヴィルティガの本質は「悪でもにせウルトラマンでもない、アナザーウルトラマンである」と述べている[175]。

### イーヴィルティガ（バグレー）
映画『ウルトラマンギンガ 劇場スペシャル ウルトラ怪獣☆ヒーロー大乱戦!』に登場。
ウルトラライブシミュレーションを楽しむヒカルたち『新ウルトラ5兄弟』の前に突如としてカオスウルトラマン（バグレー）、カオスロイドU（バグレー）、カオスロイドS（バグレー）、カオスロイドT（バグレー）と共に現れる。主にウルトラマンティガ（SDI）と対決し、一時は優位に立つも最後は新ウルトラ5兄弟の合体光線と自身らのイーヴィルショットを始めとする合体光線の対決の末、敗北・消滅した。

### その他の作品に登場するイーヴィルティガ
- 『ウルトラマンダイナ』第46話では謎の宇宙植物が作り出した幻影として登場する。
- PlayStation 2用ゲーム『ウルトラマン Fighting Evolution 3』にウルトラモード「影を継ぐもの」に敵として登場。一定条件を満たすとプレイヤーキャラクターとしても使用可能になる。光撃技としてイーヴィルショットを持つ。声は真地勇志（ティガの声をピッチダウンした物）。
- ライブステージでは敵としての登場が多いが、稀にウルトラ戦士の味方に回ることがあり、ウルトラマンガイアの登場怪獣#超空間波動怪獣 サイコメザードを倒した実績もある。
- 映画『劇場版 ウルトラマンX きたぞ!われらのウルトラマン』では、脚本家の中野貴雄の提案により、カルロス黒崎がイーヴィルティガに変身して奮闘するという展開が検討されていたが、『ティガ』第44話のストーリーに似たものとなってしまうとの判断から不採用となった[176]。

## 超古代狛犬怪獣 ガーディー
第44話「影を継ぐもの」に登場。
イーヴィルティガとなった巨人像の隣にあった狛犬に似た巨大動物神像とも呼ばれる石像に子犬の光が宿って生まれた怪獣。胸元にティガと同様のカラータイマー（ガーディータイマー）があり、活動限界を知らせる。また、そのガーディータイマーの点滅音は上記のイーヴィルティガのイーヴィルタイマーの点滅音と全く同じである。主な戦力は頭部の角を使った攻撃と噛み付き攻撃。ダイゴの話によると、「間違った心を持った主人を取り戻しに行った」とのこと。かつての相棒であったイーヴィルティガの暴走を諌めようと涙を流してまで立ち向かうが、巨人の力を弄ぶイーヴィルティガの返り討ちに遭い、イーヴィルビームでなぶり殺された。その敵として、ティガがゼペリオン光線でイーヴィルティガを討ち取った。遺骸はティガにより、宇宙に運ばれる。
合体した犬は無事であり、エンディングで元気に走る姿を見せる。
- 出演：アルミ（小犬）
- スーツアクター：北岡久貴[31]
- 脚本の初稿ではクー・クーという名称で、犬ではなく子鹿が変身するとの記述がある[10][11]。
- 実際の撮影に使用された着ぐるみと、バンダイから発売されたソフビ人形の造形は異なっている。丸山浩は自身のTwitter（2011年9月14日分）で、ガーディーのデザインは元々バンダイ側が用意したもので、発売されたソフビ人形もそれを参考に造られていたが、顔や体形がイメージに合わなかったため丸山が監督に相談し、撮影用に新たに犬っぽく、もっと可愛くした顔のデザイン画を描き起こしたと述べている[出典 130]。
- 『ウルトラ怪獣擬人化計画 ギャラクシー☆デイズ』に登場。ガッツ星人の同学年。

## 超古代植物 ギジェラ
第45話「永遠の命」に登場。
闇の支配者の復活の前兆として人類が滅亡するときに咲くという花。ホリイは「これまで地球上では見られなかった新種」と分析しているが、テラによれば「地球の植物」とのことである。その花粉は麻薬と同じような強度の幻覚作用を持っているため、この花粉を吸った者は快楽の夢の世界へ溺れこみ、ダイゴ以外のGUTS隊員も被害を受ける。劇中ではひたすら体を鍛えるムナカタ、それに付き添うヤズミ、研究に打ち込むホリイ、部屋で寛ぐサワイ総監などの描写がある。またギジェラから採れるギジェラ・エキスには人間の脳細胞を永久に保つ効果もある。夜になると花を閉じ、花粉を出さなくなる。地球上の植物と同様太陽光を吸収して短時間で急成長する。
ダイゴのDNAに眠っていた古代の記憶とヌークの話によると、古代文明があった時代（3000万年前）に咲いた時、全人類は夢の世界へ溺れこみ、争うことなく平和に暮らすようになった。そのため「光の巨人」は自らを人類にとって必要のない存在と判断し石像を残していなくなった。そして光の巨人がいなくなった世界を闇の存在が襲い、古代文明は滅亡したという。
夜に巨大に成長し、攻撃してきたティガを腹部にある花のおしべから出す通常の倍以上の幻覚花粉と、花の中の恐ろしい顔の噛み付きと放電する触手で迎え撃ち、さらに逆さ宙吊りにして窮地に陥れる。ティガはギジェラの誘惑に抗えない人々を敵に回して戦うが、その誘惑を振り払ったGUTSの決断によってサポートされ、起死回生のゼペリオン光線を撃ち、巨大ギジェラを倒して残った長大な根もウルトラヒートハッグで焼き尽くす。他のギジェラの花も巨大ギジェラの消滅と共に枯れ、完全に根絶される。
- スーツアクター：北岡久貴[10][11]
- 花びらの模様は図書館で調べたものが採用されている[14][138]。
- 着ぐるみはリトマルスの改造[31]。
- 脚本の決定稿では、ホリイが「死ぬ間際の痛みを和らげる成分を持つ物質」としてエンドルフィンの話を例に出して、ギジェラのことを「まるで『地球のエンドルフィン』のよう」と語る場面が存在した[17][18]。
- 『ウルトラマントリガー NEW GENERATION TIGA』に登場する壁画にはギジェラをイメージしたものが描かれている[33]。

## 超古代人 テラ、ヌーク
第45話「永遠の命」に登場。
3,000万年前に滅びた超古代の地球人の生き残りである親子。身体をサイボーグ化しており、ギジェラ・エキスを組み込むことで脳のみが生き延びていた。両者共々青い服を着ているのが特徴。テラは終盤では鉢巻のようなもの、ヌークは頭にターバンを巻いている。ダイゴにギジェラの力と未来に襲い来る「滅亡の日」を教え諭す。最後はギジェラに打ち克つ地球人を見て不老不死を捨て、ギジェラと共に滅びる。
- 出演：佐渡稔（ヌーク）、金綱理香（テラ）

## 虹色怪獣 タラバン
第46話「いざ鎌倉!」に登場。
江ノ電の警笛を母親の鳴き声と間違えて、地球の相模湾に落下したカタツムリのような宇宙怪獣。擬態能力が非常に高く、センサーやレーダーに感知されなかったためGUTSにその存在を認知されなかったが、操車場で実体化し、溶解液でマシンシャーロックを溶かす。飛行能力もあり、後ろ足でジャンプして繰り出すのしかかり攻撃と鋭い牙を使った攻撃、口から吐く溶解液（霧状の光線）でティガを苦戦させる。しかし悪意はないため、最後はティガに警笛が鳴ったままの江ノ電で宇宙へ誘導され、親と無事に再会し、擬態能力で親子で宇宙の闇に消えてゆく。
- スーツアクター：三宅敏夫（子）[10][11]、北岡久貴（母）[10][11]
- デザインは怪獣デザインコンテスト最優秀賞の「虹色でんでんわに」が元となっており、造形スタッフに渡すために丸山が描き直している[出典 136]。
- 親タラバンの着ぐるみは子供のタラバンを改造したもので、パーツの付け替えで表現している[出典 137]。
- 脚本における冒頭部は「タラバンの視点から相模湾が捉えられ、そこから江ノ電の警笛が聞こえる」という流れであった[10][11]。
- 第46話の脚本を担当した右田昌万によると、本話の構想初期の時点では「親子の怪獣」という設定はなかったという[17][18]。
- 『宇宙船』VOL.81（1997年夏号）に掲載された内山まもるによる『ウルトラマンティガ』の漫画版は、本エピソードを基にしている。

## 異形進化怪獣 メタモルガ
第47話「闇にさようなら」に登場。
エボリュウの事件以降、表向き中止されたことになっていながら極秘裏に続行されていたジニアスプロジェクトで、エボリュウ細胞を移植する動物実験に用いられていた猿が怪獣化した姿。エボリュウ細胞の恩恵なのかは不明だが、鋭い聴覚を持つ他、人語を理解して喋る。宇宙開発局のD機関によると計算上長くは生きられない予定だったが、生きるために自己進化を続けた末に凶暴な怪獣と化した。また、エボリュウ細胞によって憎しみの心を増大させており、人間に憎しみの言葉を吐き続けていた。
エボリュウ同様、エボリュウ細胞の特性から大量の電気を摂取しなければ生きられない体となっており、電気や高純度エネルギーを求めて暴れ回っていた。しかし、大量の電気や高純度エネルギーを吸収し続けた結果、体が一種の巨大爆弾のような状態となっており、容易に手が付けられない存在となっていた。
劇中では地下ケーブルや発電所を襲って大量の電気を吸収した後、高純度エネルギーを求めて宇宙開発センターに出現。センターにいる自分と同じジニアスプロジェクトの動物実験に利用された動物たちの悲鳴にも似たテレパシーを受け、憎しみの言葉を吐きつつセンターの建物や高純度エネルギータンクを破壊してエネルギーを吸収する。ホリイが開発した細胞進化促進剤を打ち込むために液体窒素弾を撃ち込まれて一旦は凍り付くも、エネルギーを抑制できず臨界状態になっており、体温が異常に上昇しているため自力で復活する。その後、細胞進化促進剤を打ち込まれるもすぐには効果は表れずにますます凶暴化して暴れまわるが、エボリュウ細胞の致命的欠陥を示す資料を探しているうちに建物の崩落に巻き込まれたサヤカたちの救出時間を稼ぐべく、ダイゴが変身したティガと交戦する。
ティガとの戦闘では猿ゆずりの優れた身のこなしと圧倒的な戦闘能力を発揮し、セルチェンジビームもエネルギーに変換・吸収するなどティガをあと一歩の所まで追い詰める。しかし、ティガもろともサヤカたちを踏み潰そうとしたところを幻となって現れたエボリュウに押さえつけられて動きを封じられてしまい（なお、レナは細胞進化促進剤の効果が出たと解釈した）、その隙を突かれてティガ・フリーザーを受けて凍結し、宇宙空間まで運ばれて爆死した。
この事件後、サヤカによって資料が公表されたことで、ジニアスプロジェクトを含むエボリュウ細胞を使用した実験は全面的に廃止となった。
- スーツアクター：三宅敏夫[10][11]、北岡久貴[10][11]、岡野弘之[10][11]
- 声：佐藤正治

## エイリアン メンジュラ
第48話「月からの逃亡者」に登場。
TPCの月面基地ガロワの副隊長キシナガに化けて、ガロワを全滅させた双子の2体が対になった宇宙生物。巨大化すると常に笑うような声を上げる。巧みな言葉で人々を騙し、そしてその姿をコピーして仲間を増やしていくという高度な知能を持ち、正体が露見しないようにコピーした人間は繭に閉じ込める。ガロワ隊長ハヤテによって正体を見破られガッツウイングEX-Jを奪って逃亡するがティガにハンドスラッシュで打ち落とされたところで巨大化。最初は中心に双子を繋ぐ核部があり、そこから光弾を出して攻撃する。また、体の中央に敵を挟み込んで電撃を喰らわすことも可能。金色の個体と銀色の個体がいて、離されたあとは、銀色の個体がティガ、金色の個体がハヤテのガッツウイング2号と戦う。銀色の個体は腹部に鋭い突起を1本持っており、さらにその突起を長く伸ばして敵を刺し貫く戦法を得意とする。金色の個体は、胸に角を2本持っている上に、その角を合わせて炎を出すこともできる。最後はガッツウイング2号のデキサスビームとティガのゼペリオン光線の一斉攻撃で消滅し、敗れ去る。等身大で活動していた個体は、ダイゴ、ハヤテ、オカベらに射殺される。
劇中でのハヤテの証言によると1か月前に月面のコペルニクスクレーター付近で死体となって発見されたが、朝になると消えていたため、実は仮死状態だったらしく、隙を見てキシナガと摩り替わっていたということらしい。
- スーツアクター：三宅敏夫[10][11]、北岡久貴[10][11]
- デザインは怪獣デザインコンテスト優秀賞の「リーブラ」が元となっている[出典 142]。
- ペスターのように胴体が2つあり、この中にスーツアクターが横に2人入っている。

## 宇宙魔人 チャリジャ
第49話「ウルトラの星」に登場。
異次元から地球に現れた怪獣バイヤー。太った白塗りのチャップリンのような出で立ちをした男に化けている。最初は公園で遊んでいる子供たちに近付いて後述の手品を披露し、その花と怪獣の縫いぐるみを交換しようとするが、断られる。しかしその際、円谷プロダクションに行けばいいと提案されたためにそこに赴く。円谷プロダクションの受付で、どこへ行けば本物の怪獣を買えるか聞いたところ、「1965年の円谷プロダクションへ行けばいい」と答えられたため、タイムマシンで時を越えて1965年の『ウルトラマン』製作前夜の円谷プロに向かう。蝙蝠傘に乗って空中を飛行し、右手から放つ青色破壊光弾で敵を攻撃する。怪人体時では空中浮遊能力も用い、戦力ではないが手品で花を出したり、屋内の様子を物質通過能力で壁から顔だけを出して確かめたりすることも可能。竜ヶ森湖に封印されていたヤナカーギーを復活させるも、ヤナカーギーが敗れると初代ウルトラマンに「また会おう」と再戦を誓って煙と共に消える。
初代ウルトラマン登場時には動揺せずむしろ「懐かしい」と喜ぶ。
- 出演：町田剛[31][11]
- 名前の由来は、俳優の「チャーリー・チャップリン」から[31]。
- デザインソースはピエロだが、派手な色味だとそのまんまになるため、色味を少し抑えている[14][138]。デザインは脚本の上原正三の要望によりケムール人がイメージされており、異なる目の位置にしている[出典 144]。
- 『小説 ティガ・ダイナ&ウルトラマンガイア 超時空のアドベンチャー』では滅びを迎えた世界で異質な怪獣を捕獲したことで赤い球が実在することを知り、手に入れるために様々な世界を渡りながらガルラ、ネオジオモス、サイコメザード、カオスジラーク、ノスフェルを捕獲。『ウルトラマンティガ・ウルトラマンダイナ&ウルトラマンガイア 超時空の大決戦』の舞台となった地球で赤い球を発見し、邪魔者となるガイアを排除するために捕獲した怪獣を使役するがGUTS・スーパーGUTS・ティガ・ダイナに倒され、残存細胞とカイザーギラレス13世を利用してデーモンギラレス14世を作り出す。デーモンギラレス14世が倒されると必ず赤い球を手に入れることを宣言し異次元に撤退した。

## 宇宙恐竜 ヤナカーギー
第49話「ウルトラの星」に登場。
チャリジャが1965年の世界で蘇らせた怪獣。「にゃー」と猫のような鳴き声を発する。宇宙一の暴れん坊だったが1965年に初代ウルトラマンによって青い球の中に閉じ込められ、竜ヶ森湖の湖底に封印されていた。チャリジャの蝙蝠傘からの光線で封印を解かれ、彼の杖で操られて手当たり次第破壊活動を行う。尻尾を使った攻撃や強烈な頭突き、持ち前の怪力を活かした圧倒的な力技でティガを捻じ伏せ、ティガのエネルギーを吸収して苦しめるが、円谷英二監督の想いがオーラとなって実体化した初代ウルトラマンが放ったスペシウム光線とティガのゼペリオン光線の合体光線の前に敗れる。
- スーツアクター：三宅敏夫[10][11]
- 着ぐるみはゴルドラスの改造[31]。
- デザインソースは『ウルトラマン』のベムラーだが、デザインの丸山はギャンゴのようになったと語っている[出典 146]。封印されていた竜ヶ森湖は『ウルトラマン』第1話「ウルトラ作戦第一号」でベムラーが潜んでいた場所と同じ場所となっている。
- 名前の由来は沖縄方言の「不美人」から[31]。
- 胸から腹にかけての模様はスタッフの洒落で「円谷」と書かれている[出典 147]。

## 超古代尖兵怪獣 ゾイガー
第50話「もっと高く! 〜Take Me Higher!〜」、第51話「暗黒の支配者」、第52話「輝けるものたちへ」に登場。
ニュージーランド沖の超古代都市ルルイエから現れた怪獣でガタノゾーアの尖兵。超高速で飛行し、その飛行速度はガッツウイング1号や2号はおろか、TPCアメリカが開発したガッツウイング1号系統の高速タイプ・ガッツウイングブルートルネードを軽く凌駕するどころか、マキシマを搭載した実験機・スノーホワイトすら追いつけないほど速い。複数体が存在し、口から吐く電撃球で世界各地の都市を破壊する。アメリカに現れた個体は、前述のブルートルネードの1個小隊を全滅させる。
ユザレは「地を焼き払う悪しき翼」と呼ぶ。ホリイによると帰巣本能があるらしい。最初に現れた個体はティガとスノーホワイトの連携によって片方の翼を失い地上に落とされるも、残った翼をもぎ取って戦い、格闘戦ではティガ・スカイタイプを圧倒するが、パワータイプにチェンジ後は終始圧倒され、最後はデラシウム光流で倒される。ルルイエから次々と現れ、そのうち1体はイルマの乗るガッツウイングEX-Jβ号とハヤテの乗るガロワ飛行艇の攻撃によって倒される。残った個体もガタノゾーアの敗北と共に消滅する。
- スーツアクター：北岡久貴[10][11]
- 元ネタの一つはクトゥルフ神話の邪神。資料によっては、（ガタノトーアと）ロイガーの、特に『ロイガーの復活』が由来・ベースと分析されている[183]。
- デザインモチーフはガ[12]。超古代怪獣の共通項である黒い斑点を胸に入れ、羽は有名な昆虫怪獣を意識して極彩色にしている[14][138]。
- 第50話から第52話にかけて脚本を担当した小中千昭によると、当初は『複数体のゾイガーが群がってダイブハンガーを襲撃・破壊する』という展開を考えていたが、ダイブハンガーの模型の傷みが激しかったことから、闇がダイブハンガーを覆うシーンをほぼ合成で表現した[41][42]。小中はこの件について、後の『ウルトラマンガイア』の終盤において行われたエリアル・ベース破壊の展開は、ゾイガーの一件でのリターンマッチの意味も込めていたことを明かしている[41][42]。
- 第51話の脚本では、複数体のゾイガーが大阪・新潟・香川をそれぞれ襲撃したことをヤズミが報告する描写が存在した[10][11]。
- 第52話の脚本では、ガタノゾーアが倒された後にゾイガーが次々に転落するという描写が存在した[10][11]。

### その他の作品に登場するゾイガー
- 映画『ウルトラマンティガ THE FINAL ODYSSEY』では、小型のシビトゾイガーが登場。
- 『ウルトラマンフェスティバル2011』ライブステージ第1部では、リドリアスとレイモンのゴモラと戦い、最後は超振動波によって倒される。
- 『ウルトラマンフェスティバル2013』ライブステージ第2部では、バルキー星人にゴルザ・アリンドウ・アクマニヤ星人・モチロンと共に呼び出され、ウルトラマンギンガと戦うが、最後はギンガクロスシュートで敗れた。
- 『ウルトラマンフェスティバル2014』ライブステージ第2部では、冒頭でモルヴァイア・サタンビゾーと共に出現するが、ティガのゼペリオン光線で敗れた。

## 邪神 ガタノゾーア
第51話「暗黒の支配者」、第52話「輝けるものたちへ」に登場。
ニュージーランド沖に浮上した超古代都市ルルイエに現れた闇の邪神で、3千万年前に超古代文明を滅ぼした元凶。ユザレは「大いなる闇」と呼ぶ。巨大なアンモナイト状の体から触手が生え、顔には人間とは上下逆の位置で目と口がついている。また、海に浸かった体からは鋏状の巨大な腕が伸びている。口から吐く電流と体から放射する黒い闇、そしてマルチタイプの攻撃はおろかパワータイプのデラシウム光流やパワータイプ版ゼペリオン光線すら寄せ付けない頑丈な表皮でティガを苦しめる。特に闇の力は極めて強力で、質量反応がないため、通常攻撃や物理的な力では止められず飲み込んだ人間を一瞬で即死させ、ティガの皮膚に対しても傷を負わせる。また体から放射する大いなる闇は、地球上の生物はおろか内部の電気系統をも無力化させる。
鋏と触手でティガの動きを封じ、闇の衝撃波と紫色の怪光線でカラータイマーを打ち抜いて光を失わせ、再び石像化させて海中に沈める。世界を闇で覆い尽くし、ティガ復活オペレーションまで妨害し、全人類を絶望させるが、最後まで希望を捨てなかった世界中の子供たちとレナの「光」で蘇ったグリッターティガに圧倒される。グリッターゼペリオン光線で大ダメージを受け、最後はタイマーフラッシュスペシャルで消滅する。
- スーツアクター：北岡久貴（51話）[10][11]、門脇亨（52話）[10][11]
- ガタノゾーアの名称はナレーションでしか呼ばれず、劇中では「邪神」と呼ばれ、『THE FINAL ODYSSEY』冒頭にて、名前が呼ばれる。
- 着ぐるみはドラマ撮影に使用されるセット同然の巨大なものとアクション用のものの計2体が製作され、前者は第51話で後者は第52話で使われた。
- クトゥルフ神話の邪神をラスボス怪獣として登場させたものである。このことについて、小中千昭はウルトラマンが怪獣を倒し地球を去る展開にする上でゼットンやパンドンのような弱い怪獣では力不足と考え、日本でもありふれていたキリスト教の悪魔をモチーフとした怪物よりも、太古から地球に根付く設定のクトゥルフ神話の神々が相応しいと思い至ったと述べている。また、ウルトラマンの世界観から逸脱した世界観と繋げることで最終話のイベント感をメタ的に盛り上げる意図もあった[184]。
- デザインモチーフはクトゥルー[184][14]、オウムガイ[12]で、クトゥルーの図鑑に載っていたタコや貝の要素を反映させている[14][138]。製作にあたり小中千昭は世界中の様々なアーティストが描いたクトゥルーの図鑑を丸山浩に提供している[138]。「人類を見下す存在」というイメージから、巨体でも下を見下ろせるように頭部は逆さにデザインされた[12]。最近まで頭部が逆さ向きのデザインと認知されていたが、後にデザインを担当した丸山浩の2016年4月4日Twitterにて頭部が逆さにデザインされているのではなく、正式には下顎に目が付いているデザインであることが判明する[要文献特定詳細情報]。初稿では巨大な体が貝の下にあった[14][138]。
- 紫色光線は通常の貫通レーザーと、相手を石化させる光線と、エネルギー波の3種類が存在し、『ウルトラマン Fighting Evolution 3』では「貫通レーザー」、『大怪獣バトル ULTRA MONSTERS EX』では「石化光線」と表記されている。
- 口から吐く闇は『大怪獣バトル ULTRA MONSTERS EX』では「シャドウミスト」と表記されている。
- 円谷プロ外のクトゥルフ神話側の観点からは、ガタノトーア（とロイガー）の、特に『ロイガーの復活』が由来・ベースと分析されている[183]。また邪神に対比して、地球の守護神ティガをクトゥルフ神話の「星の戦士」（旧神に関連する存在）を意識したのかもしれないと分析されている[185]。

### その他の作品に登場するガタノゾーア
- 小中千昭が『ティガ』の「アナザーストーリー」として執筆した短編小説『深淵を歩くもの』ではガタノゾーアの名称はでないものの「穴の空いた巻き貝の殻を持つ、口蓋の下に眼がある邪神」として描写されている。原典と異なり小笠原湾で眠っている。触手は本体とは別個の意思を持ち、時折海面に現れては文明の発展を観察しているとされている。また吐き出す闇も独自の意思を持っており、見るだけで希望を失い触れると肉体を形なきものに変えるとされている。預言者を名乗る内原戸哲夫と名乗る怪人物は「進化するものの放つ光を喰らう存在」と例えている。
- 映画『大怪獣バトル ウルトラ銀河伝説 THE MOVIE』では、ベリュドラの胴体を構成する怪獣の1体となっている[39]。
- 『ウルトラマンギンガ』第10話において、異形の手のモノの部屋にスパークドールズが確認できる。
- データカードダス『大怪獣ラッシュ ウルトラフロンティア』ではプラズマソウルを取りこんだプラズマ怪獣として3弾から登場。劇場版ショートムービー「VEROKRON hunting」ではハンターステーションにてプラズマ怪獣多数出現を報じる映像に映っているのが確認できる。
- 『ウルトラ怪獣擬人化計画』にて擬人化される。デザインは娘太丸が担当。左右に巨大な巻貝を象った被りものが特徴。左右の貝殻の殻口から蛇の頭が顔を覗かせていて、本体とは別に意識を有している。本人の設定や性格は、漫画やアニメおよびゲームによって異なっている。
  - 漫画『ウルトラ怪獣擬人化計画 ギャラクシー☆デイズ』に登場。頭の被りものが重すぎて常に転倒する。ガッツ星人とペガッサ星人のことを「先輩」と呼んでいることからゴモラとベムスターと同学年。原典と異なりやや気弱な性格となっている。
  - アニメ『怪獣娘（黒）〜ウルトラ怪獣擬人化計画〜』に登場。声は小倉唯が担当。ペガッサ星人（平賀サツキ）が発生させたダークゾーンにてブラック指令により発見・保護される。ソウルライザーで解析するとガタノゾーアの力を宿した怪獣娘であることが判明。ブラックスターズの新戦力として、手始めに池袋のデートスポットでリア充カップルたちをビビらせる作戦に利用される。チョコレートを与えられ徐々に力を取り戻して、ブラック指令の思惑通りに進展していくが、ブランデー入りチョコを誤食し酩酊状態で大暴走。被りものが超巨大化して本来のガタノゾーアを彷彿させるほどの禍々しい姿に変貌する。鎮圧にかけつけたGIRLSを戦闘不能にするなど、圧倒的な強さを見せつけるが、サツキによりソウルライザーで変身を強制解除させられ、再びダークゾーンへ置き去りにされた。エピローグで、消息不明になったガタノゾーアの安否をゼットンが訝しみ本作の幕を閉じる。解析の折、ノーバがガタノゾーアを「ゼットンに匹敵、それ以上」と発言していて、アニメ内で最強の怪獣娘とされている。脚本の下山健人は、「ガタノゾーアが平成のウルトラ怪獣の中で一番強いということや、「かわいい女の子が、実は…」というギャップ萌えがいけるかもしれないとスタッフたちが判断して、ガタノゾーアをラスボスに選んだ」と述べている[186]。
  - 上記アニメとコラボしたスマートフォンゲーム『ゴシックは魔法乙女〜さっさと契約しなさい!〜』に登場。開催期間の限定イベント報酬として「ガタノゾーア」のしゃべるスタンプを入手すると、ゲーム内掲示板で使用可能[187]。ボイスはアニメに引き続いて小倉唯が担当。甘いお菓子を食べるのが大好きの寡黙で眠そうな少女として描かれている。
- PlayStation 2用ゲーム『ウルトラマン Fighting Evolution 3』に登場。タッグモードの最後とウルトラモード「暗黒の支配者」に敵として登場。プレイヤーキャラクターとしては使用不可。
- 当初はテレビシリーズ最終回で上下に中央の首を動かしたり、触手を尻から出す第2形態が考えられていたが、予算や時間的に無理と分かり断念された[138]。その後、クトゥルー展では、「邪神ガタノトーア」という名前で展示され[34][188]、2021年に行われた「TSUBURAYA EXHIBITION」では新たに制作されたデザイン画が公開され、年末に行われたステージでもバルーン怪獣となって登場している[138]。
- アニメ『SSSS.GRIDMAN』第12話に登場した怪獣「ゼッガー」は、ガタノゾーアをもとにしたオーダーでデザインが行われた（デザインの他のオーダーはタッコング。）[189]。

### 『大怪獣バトル ULTRA MONSTERS NEO』に登場するガタノゾーア
『大怪獣バトル ULTRA MONSTERS NEO』第9話「混在する闇と光」に登場。
南極で眠っていたが、突如復活して主人公たちに襲い掛かる。強力な闇の力を持っており、バトルナイザーの怪獣の攻撃をものともせず、駆けつけたティガすら押さえ込む。だが、主人公やカネゴン、ヴィットリオのティガを信じて最後まで諦めない心によってもたらされた光をティガが受け、グリッターティガとなったことで、形勢は逆転する。最後は、グリッターゼペリオン光線で撃ち砕かれる。また、NEO第6弾のEXラウンドでもキリエロイドが操る怪獣として登場する。
ステータスについては、パワーが非常に高く全怪獣中最高値で、ディフェンスも高い。反面スピードは低いうえに弱点属性も多い。必殺技は封印効果を持つ紫色光線「石化光線」と、口から吐き出す闇で敵を攻撃する「シャドウミスト」、巨大な鋏で敵を叩きつぶす「巨爪叩きつぶし」。触手を伸ばして相手のエネルギーを吸い取る。
- 『Fighting Evolution 3』では第51話の着ぐるみを基にしたデザインだったのに対し、こちらは第52話の着ぐるみを基にしたデザインとなっている。

### 闇ノ魔王獣 マガタノゾーア
『ウルトラマンオーブ』第4話「真夏の空に火の用心」に登場。
ジャグラスジャグラーが所持していた怪獣カードとして登場した、闇属性の魔王獣。外見はガタノゾーアの両目の間に、魔王獣特有のマガクリスタルが一本角のように生えているのが特徴。かつてウルトラマンティガによって封印されるも復活し、ウルトラマンオーブによって倒された。その後は前述した通り、マガタノゾーアの怪獣カードはジャグラスジャグラーの手元に渡ることとなり、最終的に魔王獣たちを束ねる存在であるマガオロチの復活に利用されることとなった。全ての魔王獣の力を行使できるマガタノオロチが使用する触手はマガタノゾーア由来のものである。
- データカードダス『ウルトラマン フュージョンファイト!』の公式サイトでは、「ウルトラマンティガの力によって封印されていた」と記載されている他、こちらでは口から黒い煙のような闇を吐き出す「マガ冥闇（めいあん）」を必殺技としている。
- 劇中ではカードのみの登場であったが、オリジナルのスーツ画像を加工したデザイン案も用意され、触手の違いと赤い角を加えた2案の配色パターンが検討された[192][193]。
- メイン監督の田口清隆とメインライターの中野貴雄による「エピソード10構想」では、第4章「激闘！イシュタール文明」編に登場[194]。紀元前1800年のイシュタール文明で新興宗教マガ教の教祖に扮していたジャグラーが蘇らせ、オーブと戦う[194]。この戦いの影響により周囲がガラス化し、4,000年後に古代核戦争説が唱えられる「死の丘」と呼ばれる遺跡になったとされる[194]。